# Robe (chat)
Pour les articles homonymes, voir Robe.

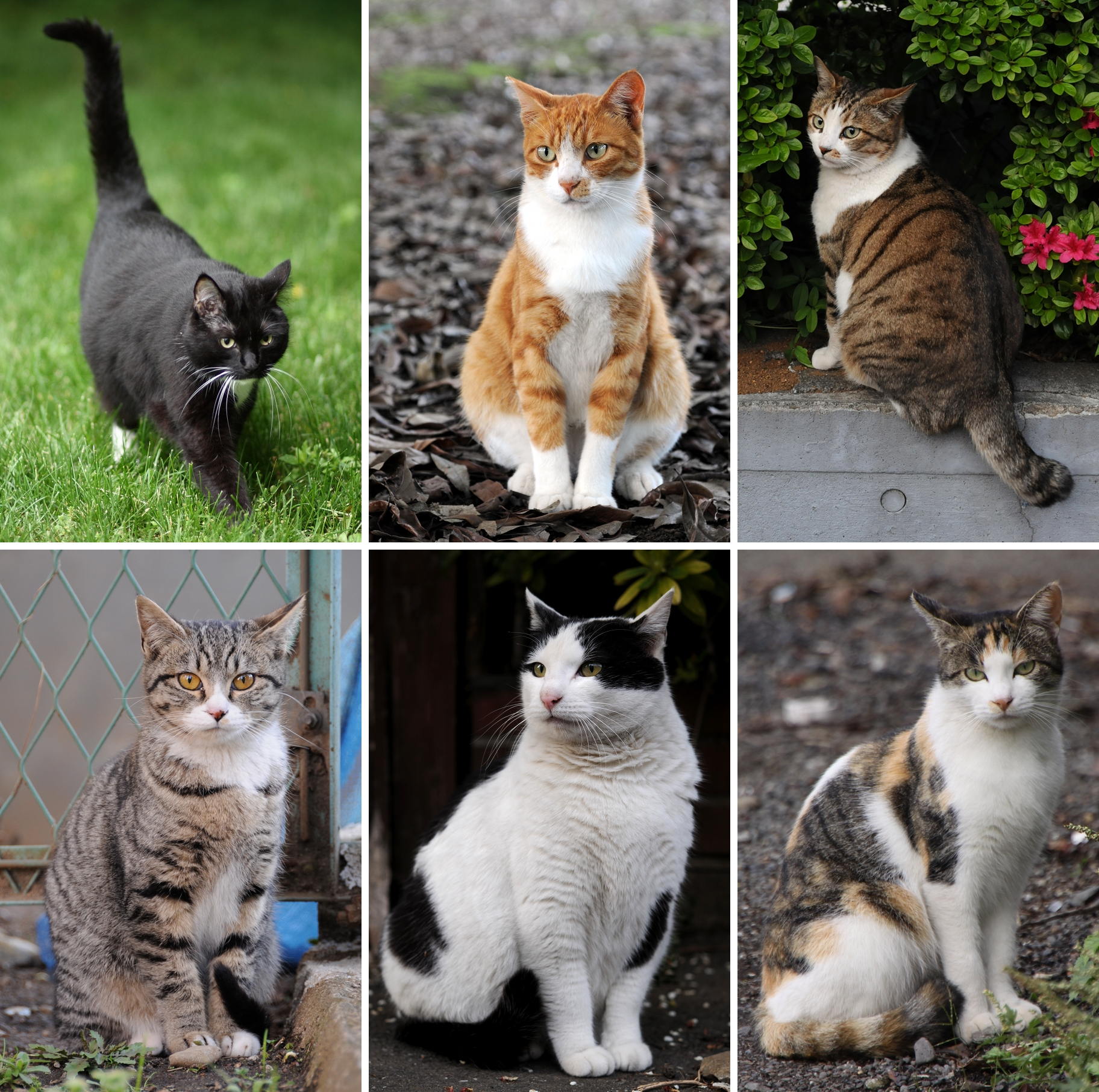
Diverses robes de chats européens.

Les chats se distinguent par une grande variété de pelages tant en termes de couleurs, de motifs que de longueurs de poils. On parle alors de « robe ».

## Nomenclature et classification

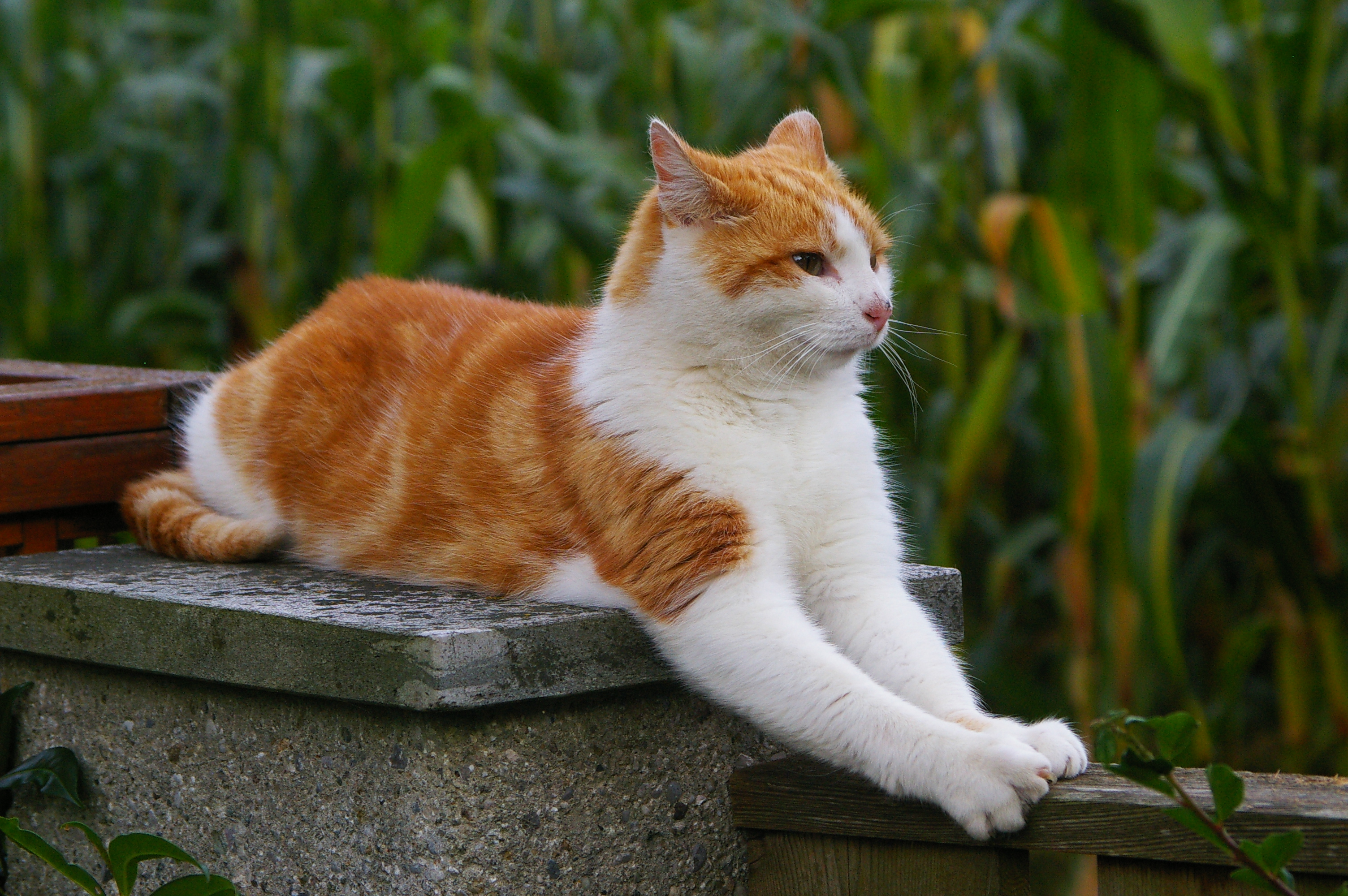
Chat red classic tabby and white ou Chat marbré roux et blanc.

Dans le milieu de l'élevage félin francophone, la nomination d'une robe de chat est traditionnellement composée d'un mélange de terme anglais et français. Ainsi les couleurs sont directement traduites en français : noir (Black), bleu (Blue), roux (Red), etc. La nomenclature du chat bicolore consiste à introduire les termes « et blanc » (and white) à la fin de la description de la robe. Par exemple, on dira un « chat noir et blanc », « écaille et blanc » pour la robe calico ou encore « chocolat tabby et blanc » pour un chat tabby chocolat avec des panachures blanches. Les patrons van et arlequin peuvent également être précisés après le terme « et blanc » : chocolat tabby et blanc van pour un chat tabby chocolat avec des panachures blanches sur tout le corps sauf les oreilles et la queue. Les chats gantés portent la mention « mitted » ajoutée à la fin du nom de la robe, un chat est soit « mitted », soit « et blanc », les deux termes ne peuvent s'additionner.
Le LOOF et la TICA classifient les robes en quatre catégories contenant plusieurs divisions. Les robes bicolore et gantée constituent ni une division, ni une catégorie mais plutôt une sous-catégorie : par exemple, dans la catégorie « colourpoint » il y a une sous-catégorie « colourpoint et blanc » et une « colourpoint », ces deux sous-catégories ont chacune les mêmes divisions. La CFA n'applique pas de système de classement hormis pour le persan où il existe une division « bicolor ». La WCF, l'ACFA et l'ACF utilisent une liste de robes. La FIFé a créé sa propre numérotation, l'Easy Mind System (EMS).

## Robes
La robe d'un chat est composée d'une ou plusieurs couleurs qui forment diverses combinaisons, les motifs, appelés patrons. L'alliance des différentes couleurs et des patrons donnent toutes les variations de fourrure possibles pour un chat.
Dans les milieux mystiques, il se dit que selon sa robe, le chat pourrait chasser certains fantômes.[réf. nécessaire]

### Couleurs

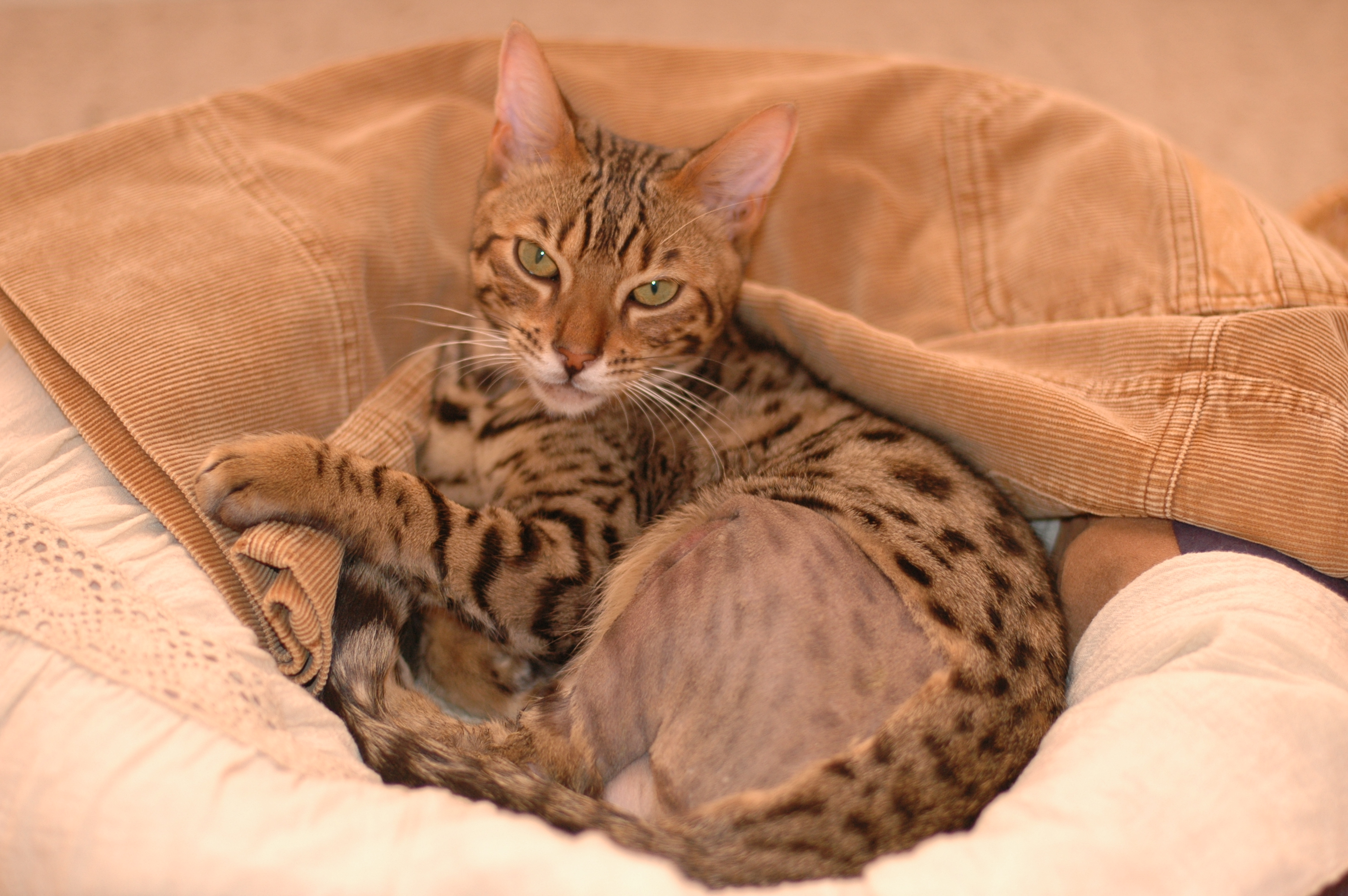
La couleur de la robe est également visible sur la peau.

Seules neuf couleurs sont admises par le LOOF (Livre officiel des origines félines, en France) :
- noir (Seal chez les colourpoint) ;
- bleu : gris-ardoise, issu d'une « dilution » du noir ;
- chocolat : plusieurs variations du brun ;
- lilas (Lilac) : c'est un beige rosé très pâle, dilution de la couleur chocolat ;
- cannelle (Cinnamon ou Sorrel) : un brun-roux surtout présent chez les orientaux ;
- fauve (Fawn) : beige clair tirant sur le roux, dilution de la couleur cannelle ;
- roux (Red) : c'est le roux orangé commun, porté par le chromosome X ;
- crème : dilution du rouge ;
- blanc.

L'ambre, l'ambre clair et l'abricot sont reconnues depuis le 12 mars 2009 et uniquement pour le norvégien. 

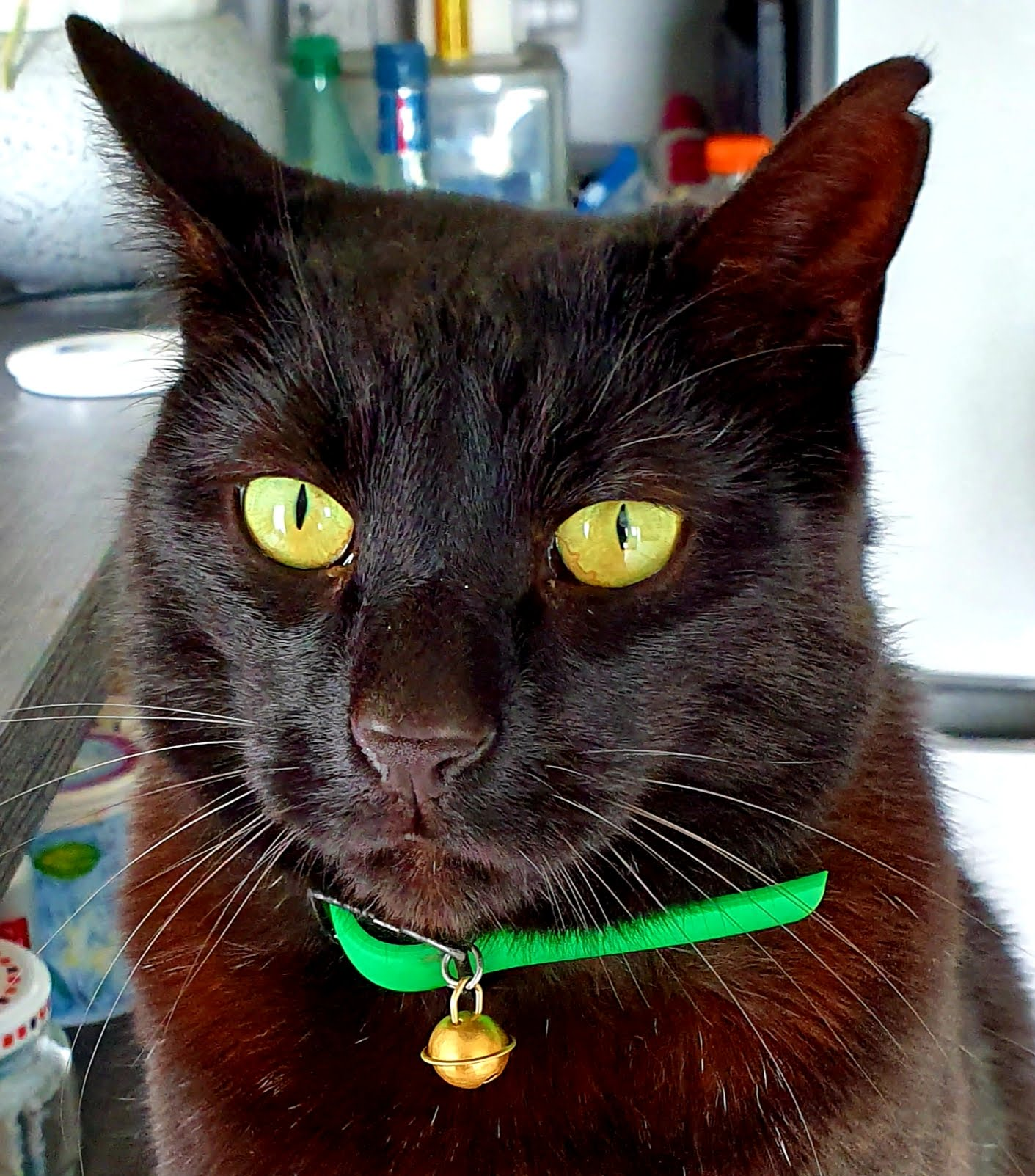
Un chat noir.
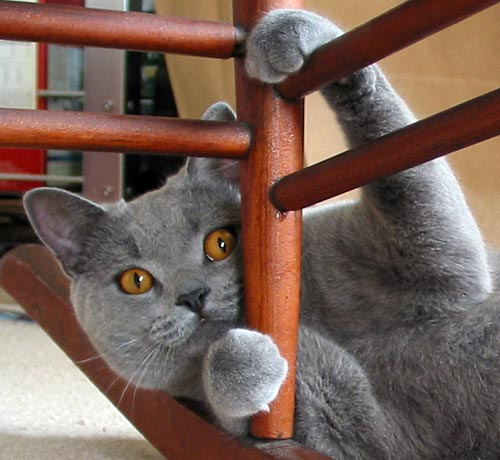
Un British Shorthair bleu.
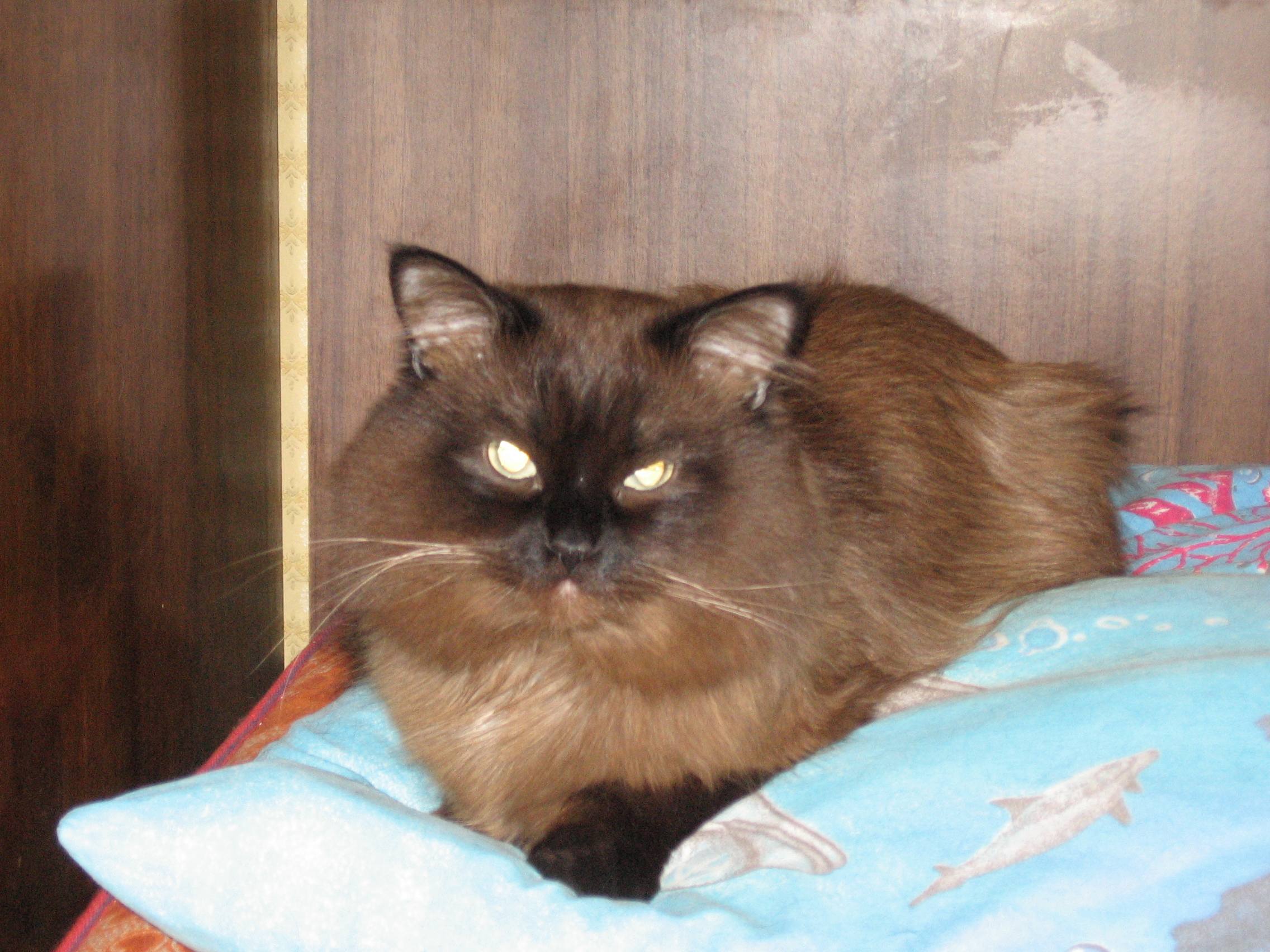
Un chat chocolat.
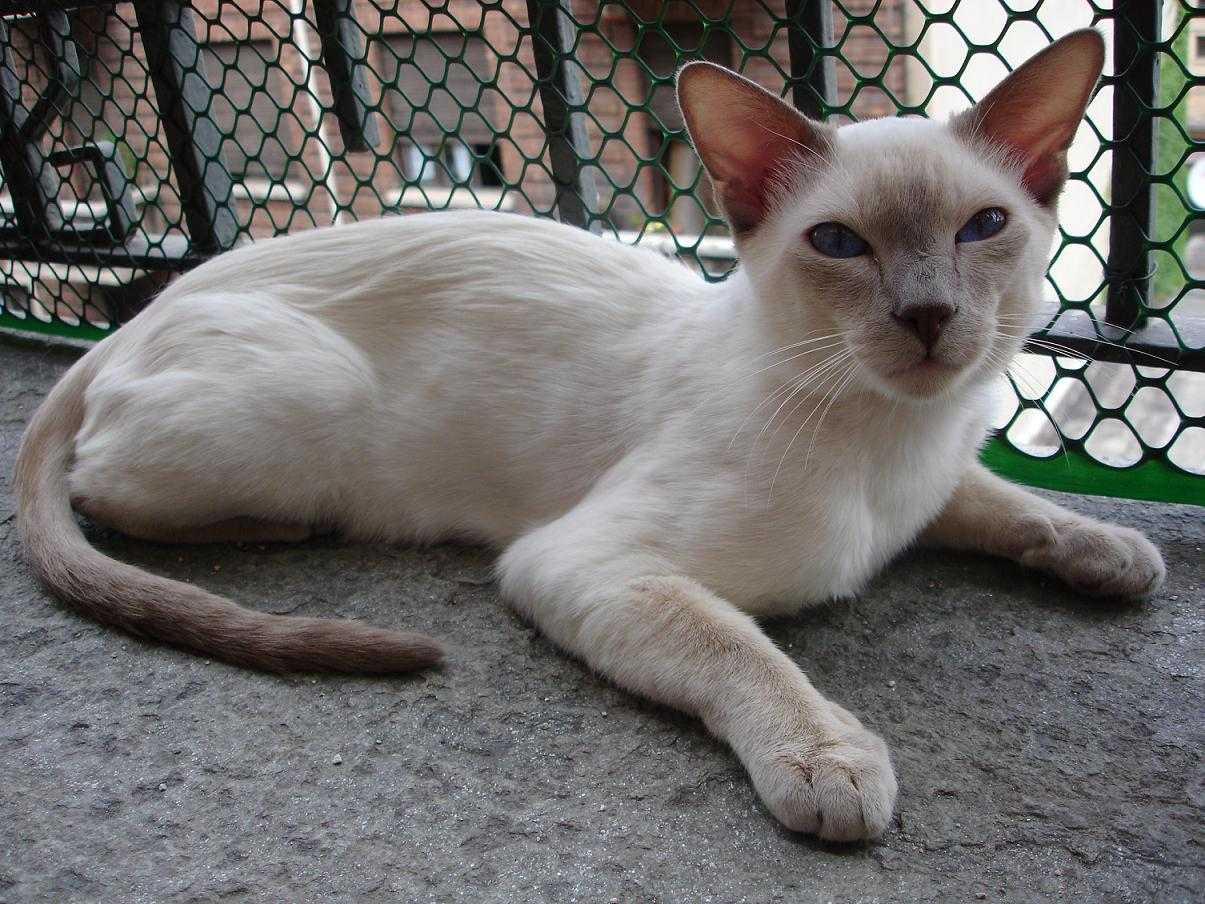
Un siamois aux extrémités lilas.
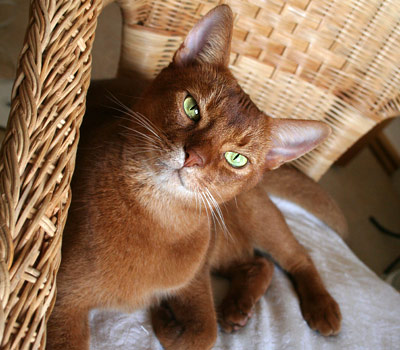
Un abyssin cannelle.
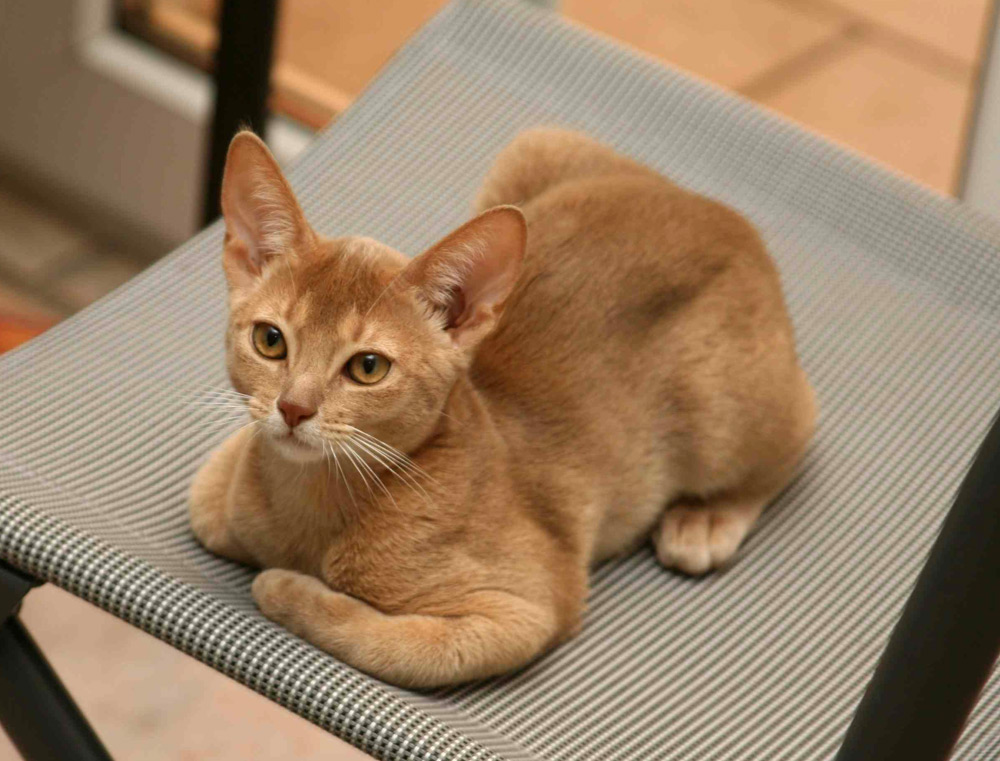
Un abyssin fauve.
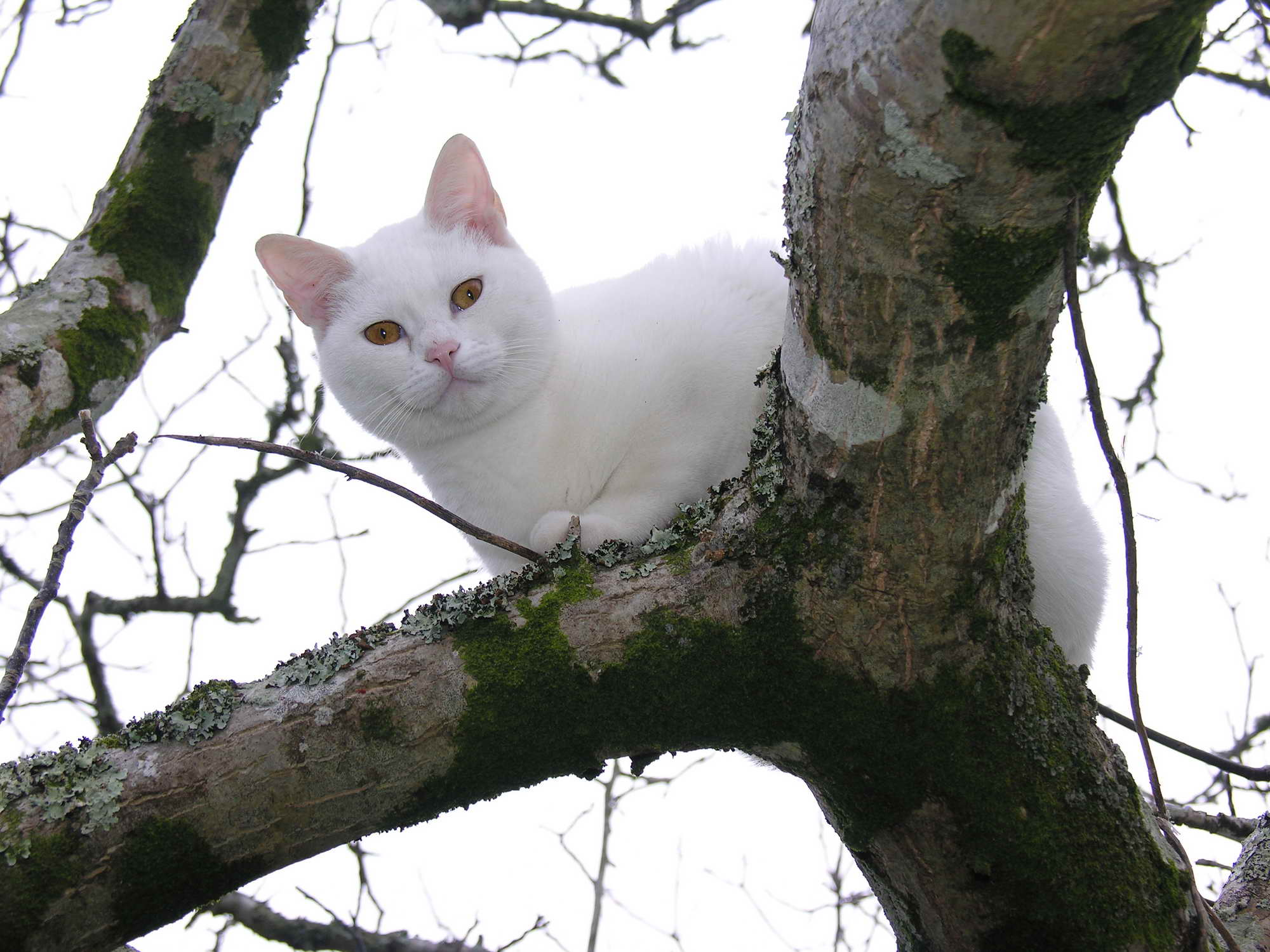
Un chat blanc.
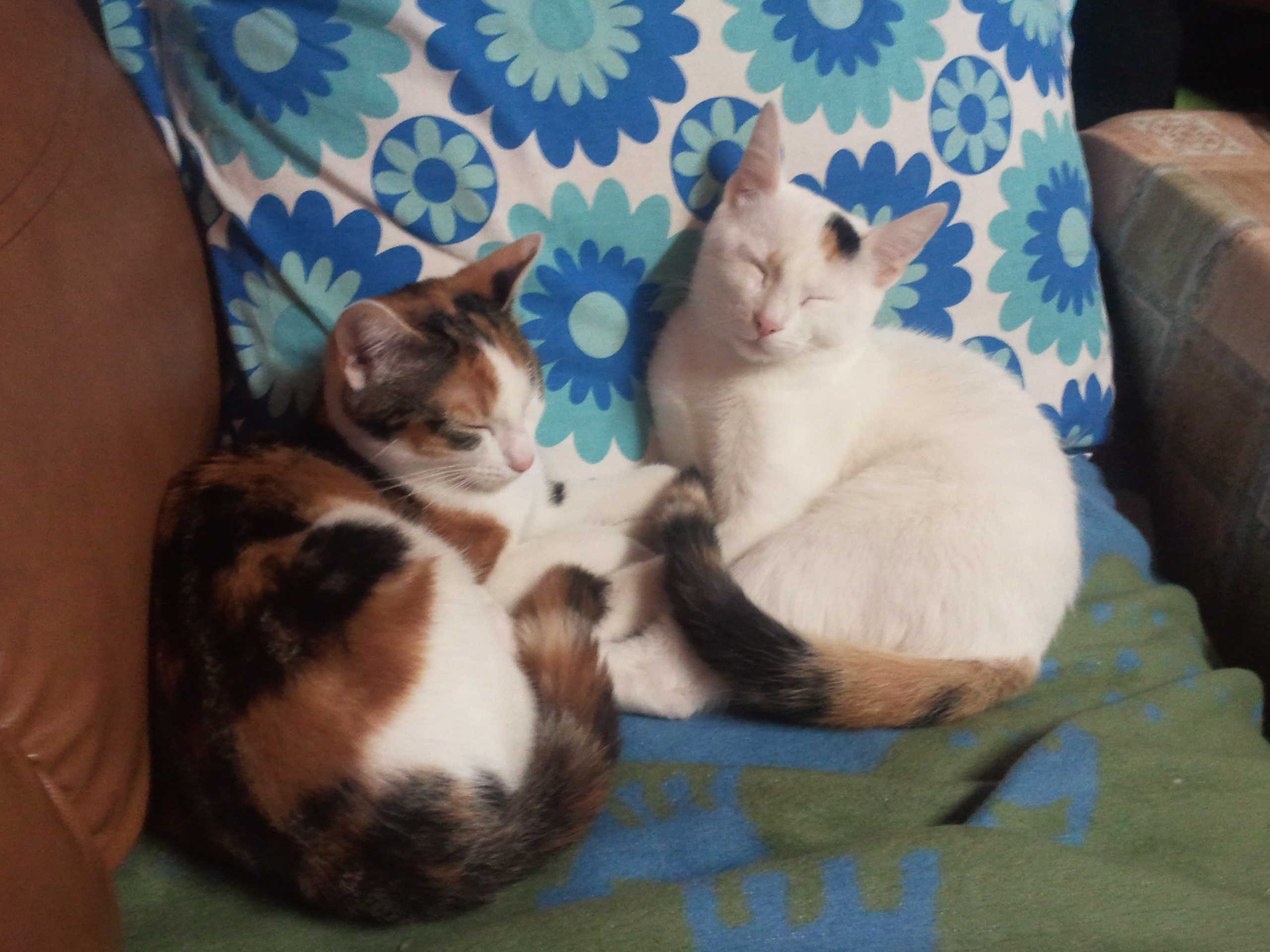
Chatons à la robe tricolore.
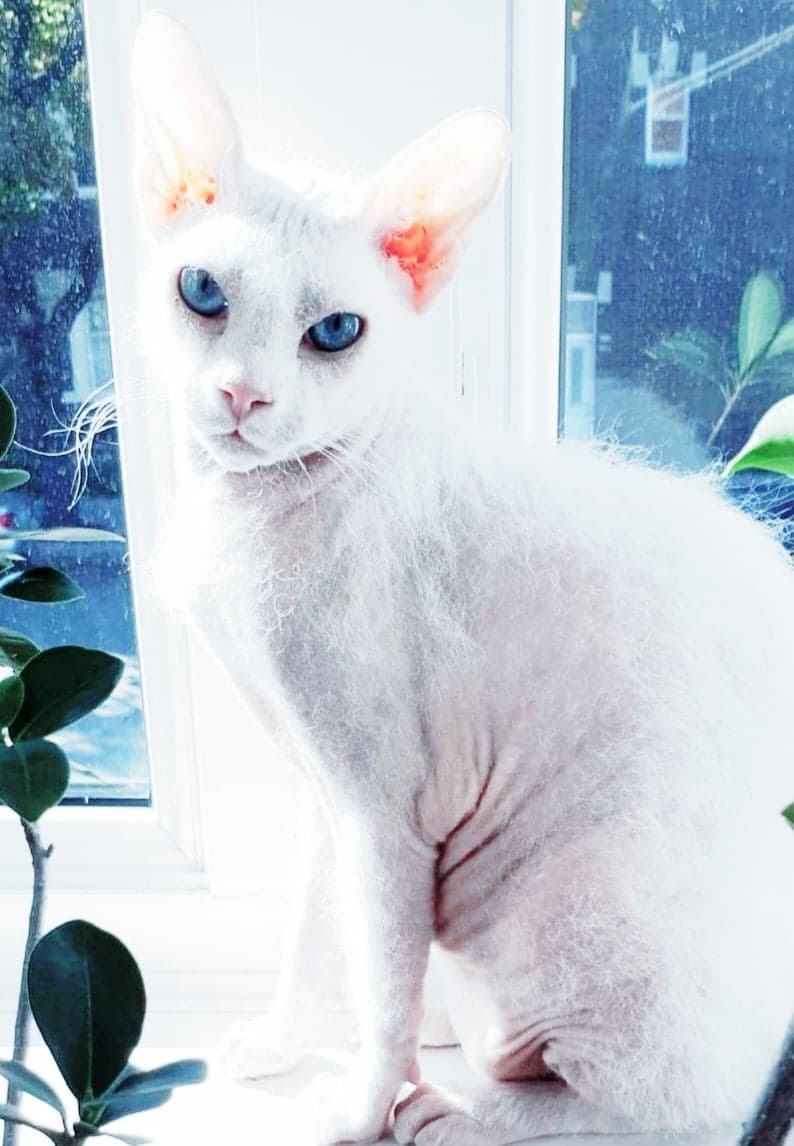
Peterbald à robe blanche de type "brush".
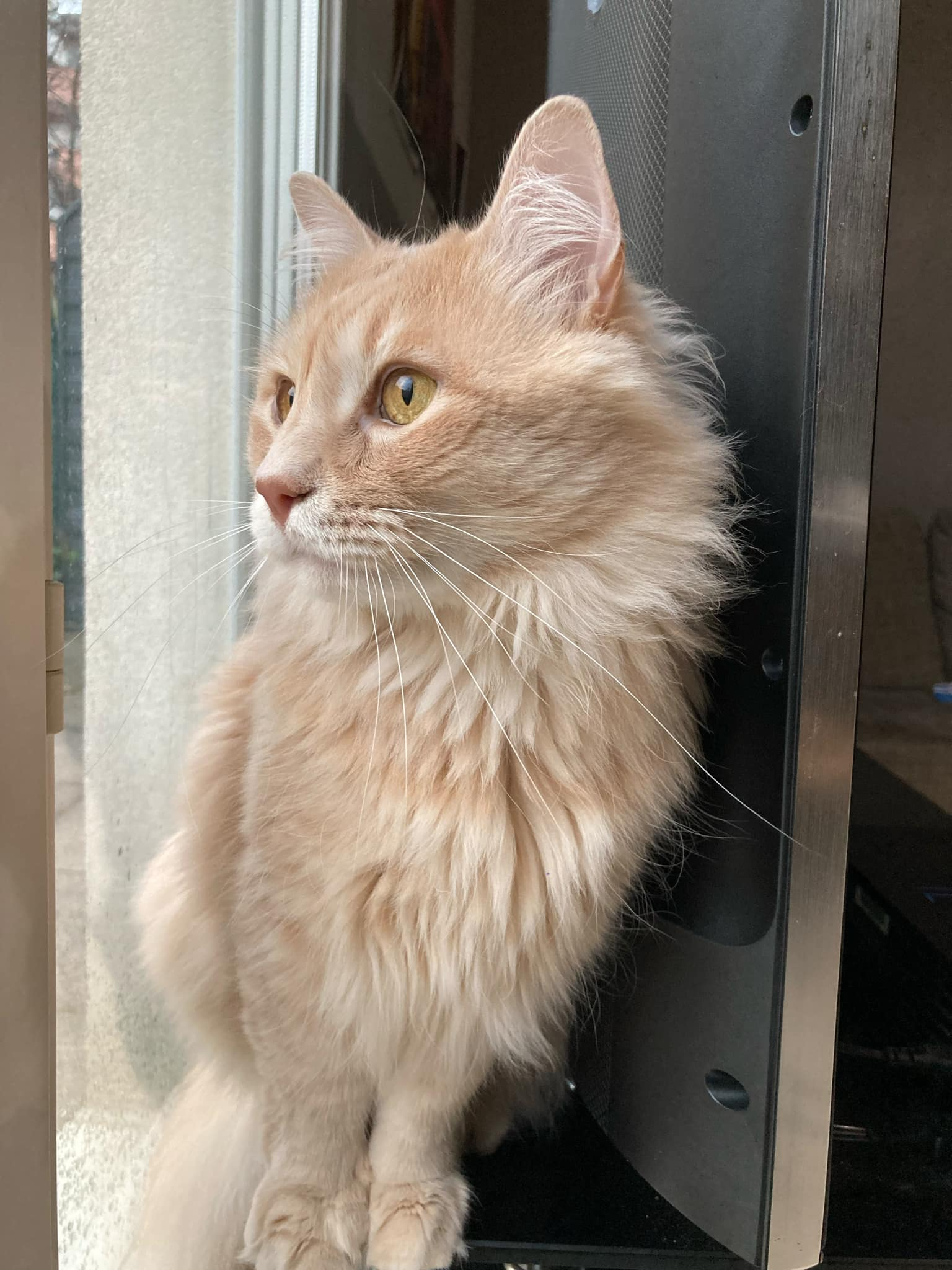
Un norvégien à la robe crème.

### Patrons
Par ailleurs, des motifs plus ou moins marqués peuvent orner ces robes. On distingue en tout huit patrons qui peuvent être plus ou moins complexes :
- Solide : pelage uni.
- Tabby : pelage marbré, rayé ou tacheté (moucheté ou tiqueté).
- Colourpoint : coloration spécifique sur le bout des pattes, la queue et le visage.
- Particolore : Bicolore ou colourpoint « ganté », avec des taches de blanc plus ou moins grandes.
- Tricolores : Écaille de tortue[réf. nécessaire] ou calico : trois couleurs de base mélangées ou non.
- Mink et sépia: variations de nuances entre le colourpoint et le solide.

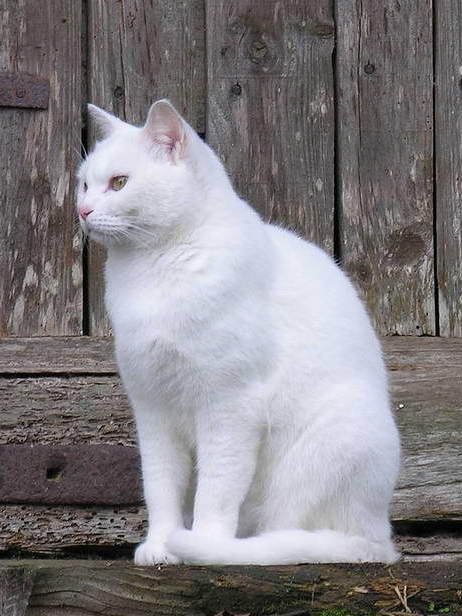
Solide (blanc).
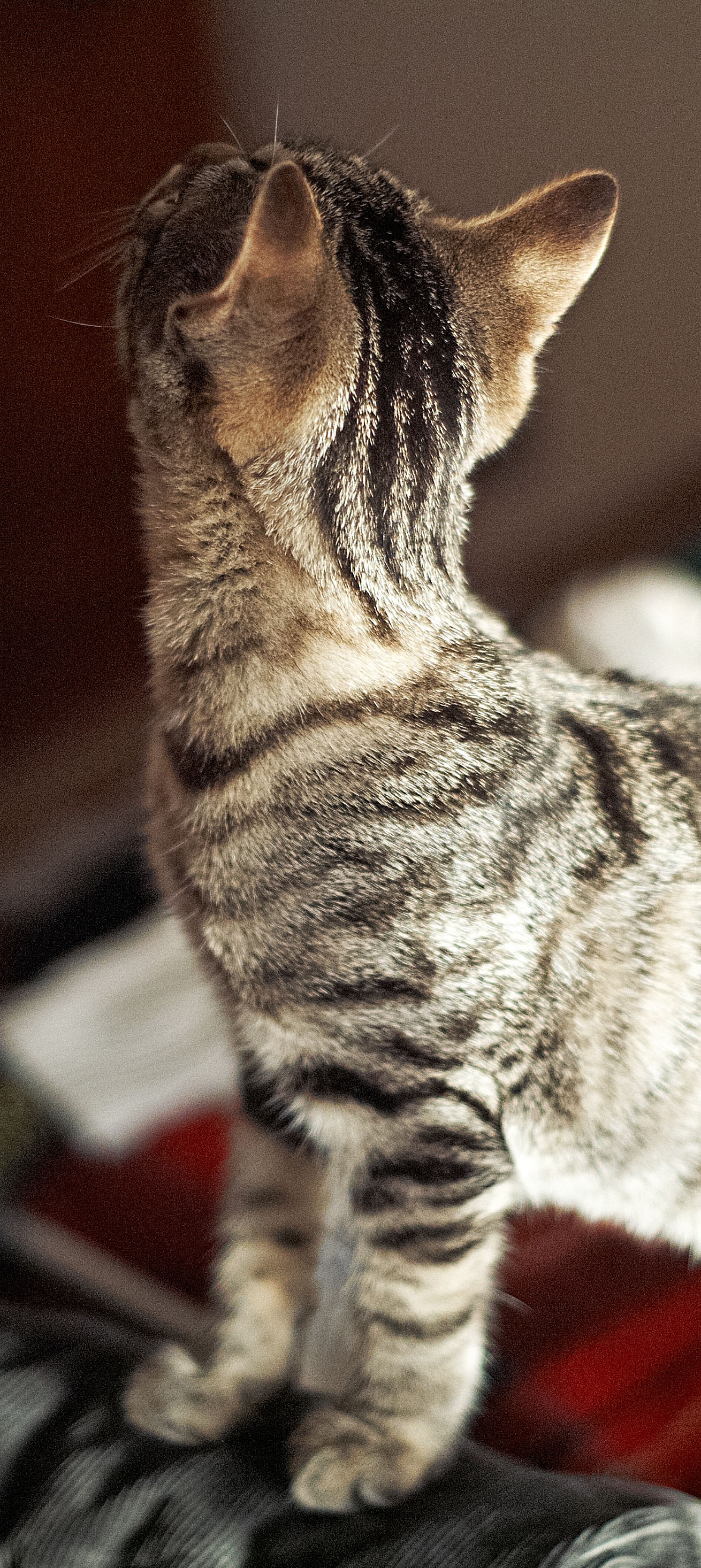
Tabby.
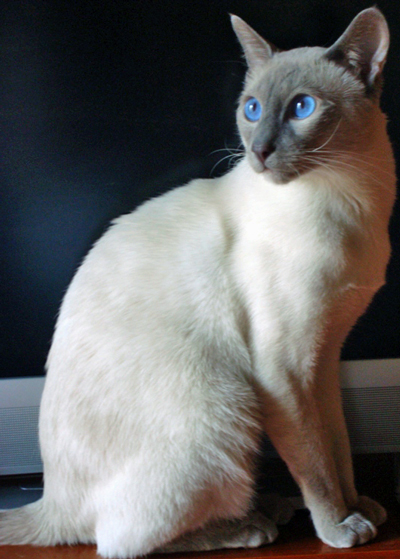
Colourpoint (extrémités lilas).
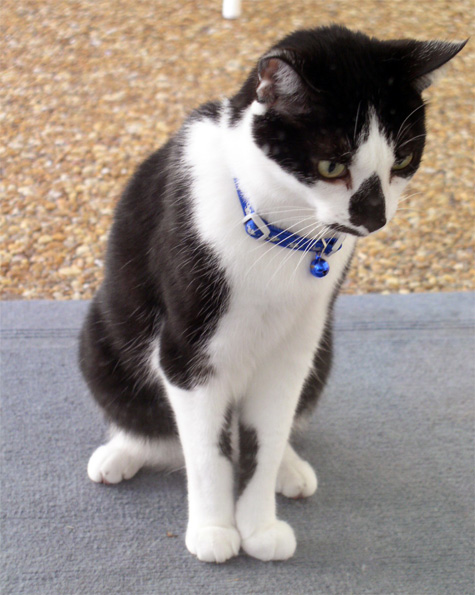
Bicolore (noir et blanc).
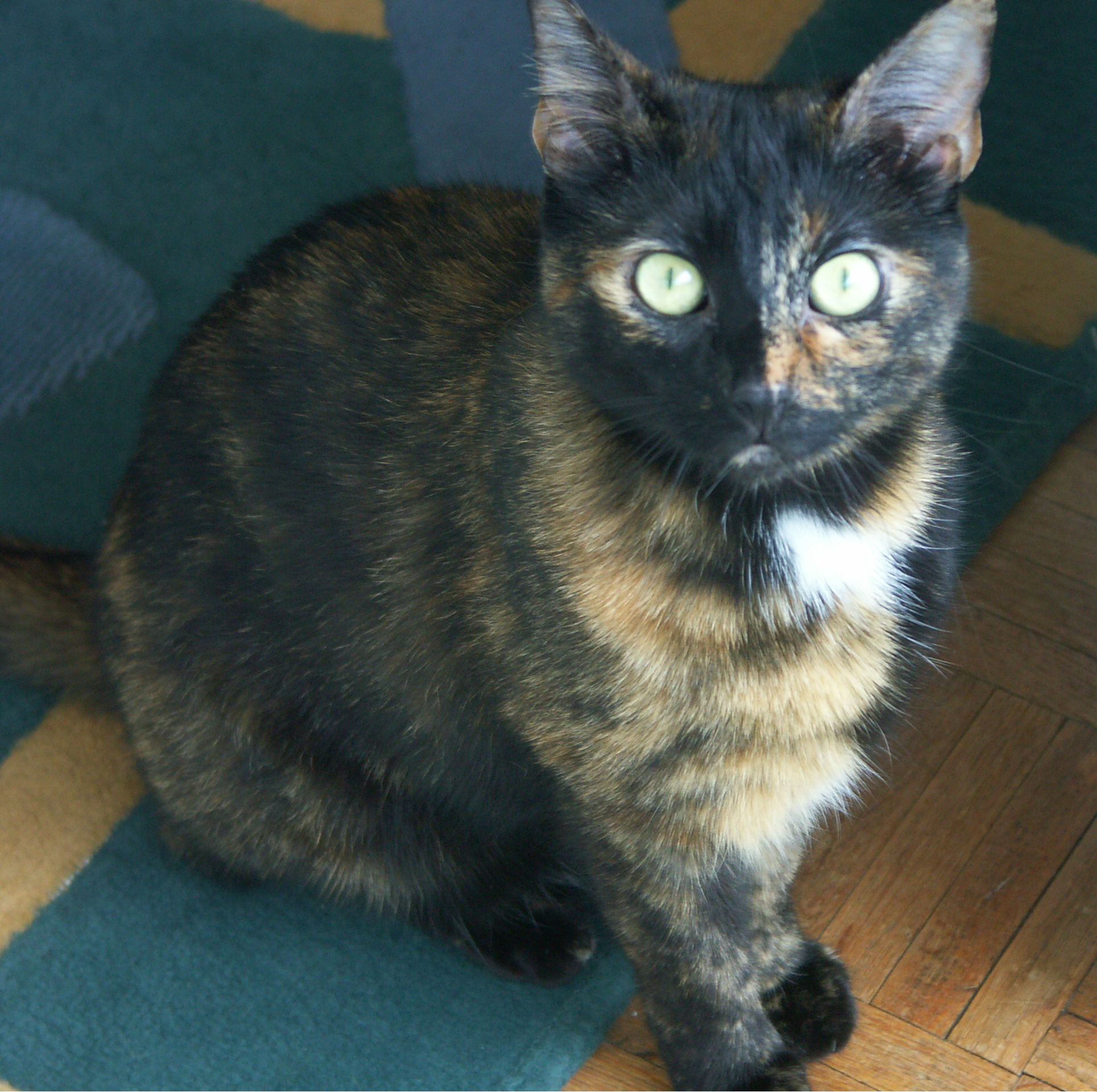
Tricolore[réf. nécessaire] (écaille de tortue).
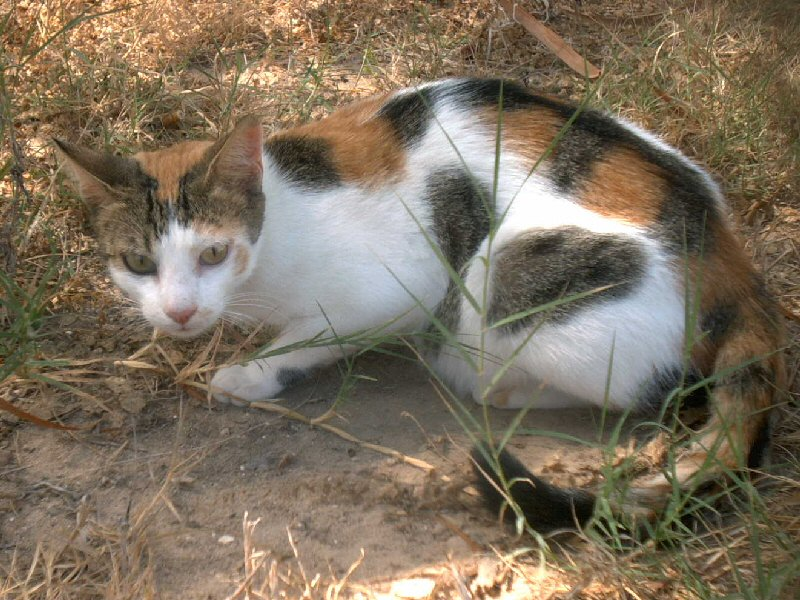
Tricolore (calico).

#### Solide

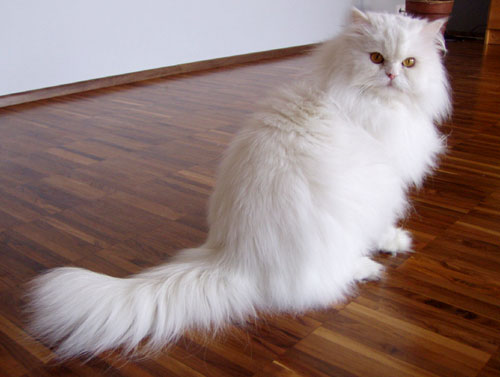
Un chat persan « solide blanc ».

Les chats à la robe dite solide, Self-colored ou self sont tout simplement de couleur unie. L'ensemble du pelage présente de manière uniforme la même couleur.

##### Eumélanine
Le gène brunissant B / b / b l code l'enzyme TYRP1, impliquée dans la voie métabolique de la production de pigments d'eumélanine. Sa forme dominante, B , produira de l'eumélanine noire. Il a deux variantes récessives, b (chocolat, marron foncé), et b l(cannelle, brun rougeâtre plus clair), avec b l étant récessif à la fois sur B et b .

##### Orange / roux lié au sexe

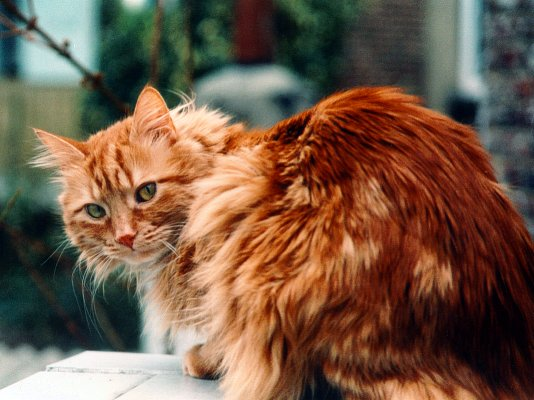
Un chat roux.

Le gène orange lié au sexe, O / o, détermine si un chat produira ou pas de l'eumélanine. Chez les chats à fourrure orange, la phaeomélanine (pigment roux) remplace complètement l'eumélanine (pigment noir ou brun). Ce gène est localisé sur le chromosome sexuel X. L'allèle orange est O, et est codominant avec le non-orange, o. Les mâles ne peuvent généralement être qu'entièrement orange ou pas du tout car ils n'ont qu'un seul chromosome X. Les femelles ont, elles, deux chromosomes X, elles ont donc deux allèles de ce gène. OO résulte en une fourrure entièrement orange, oo résulte en une fourrure noire ou brune, et Oo résulte en un chat "écaille de tortue", dans lequel certaines parties de la fourrure sont orange et d'autres zones non-orange.
Cette couleur est appelée roux ou rouge par les éleveurs. Les autres noms incluent le jaune, le gingembre et la marmelade. Les chats roux ont une couleur orange foncé, mais ils peuvent aussi se présenter sous la forme d'une couleur jaune ou gingembre pâle. Des « polygènes roux ("rufous" en anglais) » non identifiés sont théoriquement à l'origine de cette variance. L'orange est épistatique sur les non agoutis,  ainsi tous les chats roux sont "tabby". Les chats roux "solides" sont généralement des tabby à faible contraste.

##### Dilution / maltais
Le gène du pigment Dense , D / d, code la mélanophiline, une protéine impliquée dans le transport et le dépôt de pigment dans les poils en croissance. Quand un chat a deux des allèles récessifs d (dilution maltaise), la fourrure noire devient "bleue" (apparaissant grise), la fourrure chocolat devient "lilas" (apparaissant brun clair), la fourrure cannelle devient fauve (fawn en anglais) et la fourrure rousse devient crème.

##### Autres gènes
- Barrington Brown est un gène brunissant récessif qui dilue le noir en acajou, le brun en brun clair et le chocolat en café au lait. Il est différent du gène brunissant et n'a été observé que sur les chats de laboratoire.
- Le gène modificateur Dilution , Dm , «caramélise» les couleurs diluées en tant que caractère dominant. L'existence de ce phénomène en tant que gène discret est un sujet controversé chez les amateurs de félins.
- Une mutation au niveau du locus d'extension E / e (le récepteur de la mélanocortine) change le pigment noir en ambre ou ambre clair.
- Un facteur de modification a également été supposé chez les persans argentés et chinchillas ombrés dont la fourrure devient dorée à l'âge adulte, en raison des faibles niveaux de production de phaeomélanine. Ces chats ressemblent à des goldens ombrés ou inclinés, mais sont des silvers génétiquement ombrés ou inclinés. Ceci est probablement lié au phénomène connu sous le nom de "ternissement" chez les silvers.

#### Tabby
Les chats tabby, plus communément appelés chats tigrés, ont une robe composée de marbrures, rayures ou taches foncées sur fond clair. Les principales couleurs du « tigré », proche du chat sylvestre (le chat « originel » sauvage), sont un mélange de brun et de beige, le noir, le blanc et le rouge.
Le gène primaire Tabby, Mc / mc, définit le motif de base des rayures qui sous-tend le poil. Le gène tabby de type sauvage de base, Mc , produit ce qu'on appelle un tigré rayé "maquereau" (les rayures ressemblent à de fines arêtes de poisson et peuvent se briser en barres ou en taches), tandis qu'un mutant récessif, mc , produit un tigré classique ou tacheté (larges bandes, des verticilles et des spirales de couleur foncée sur un fond pâle, habituellement avec des motifs d’œil de bœuf ou d'huître sur le flanc).
Les chats tabby sont rayés en raison du gène agouti. Leurs rayures ont une distribution uniforme de pigment, tandis que le fond est constitué de poils en bandes. Les chats tabby montrent généralement les traits suivants:
- un M sur le front. (Visible sur les chats tigrés mais difficile à discerner chez les chats argentés, tiquetés et dorés)
- De minces lignes de crayon sur le visage. (Visible sur les chats tigrés mais difficile à discerner dans les chats argentés, tiquetés et dorés)
- L'apparence d'"eyeliner" noir et fourrure blanche ou pâle autour de l'eye-liner.
- Lèvres et pattes pigmentées.
- Un nez rose souligné dans un pigment plus foncé.
- Torse, jambes et queue rayés. (Les bandes de torse disparaissent dans le tabby coché.)

On dénombre : 
- Le blotched  tabby aussi nommé classic : de larges bandes marbrées formant des cercles sur les flancs.
- Le mackerel tabby  - le chat tigré - : des rayures verticales sur tout le corps, comme un tigre.
- Le spotted tabby : des taches rondes, mouchetées. Les taches sont bien distinctes, et ne se rejoignent pas.
- Le ticked tabby  ou tiqueté : de légères rayures à la tête, aux pattes et à la queue, le reste du corps est uniforme avec des poils agoutis (c'est-à-dire possédant plusieurs couleurs sur la longueur d'un poil). L'abyssin est un bon exemple de ce dernier motif.

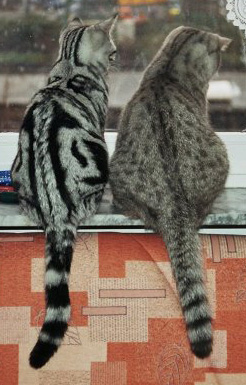
Deux tabbies côte à côte : « blotched  tabby » et « spotted tabby »
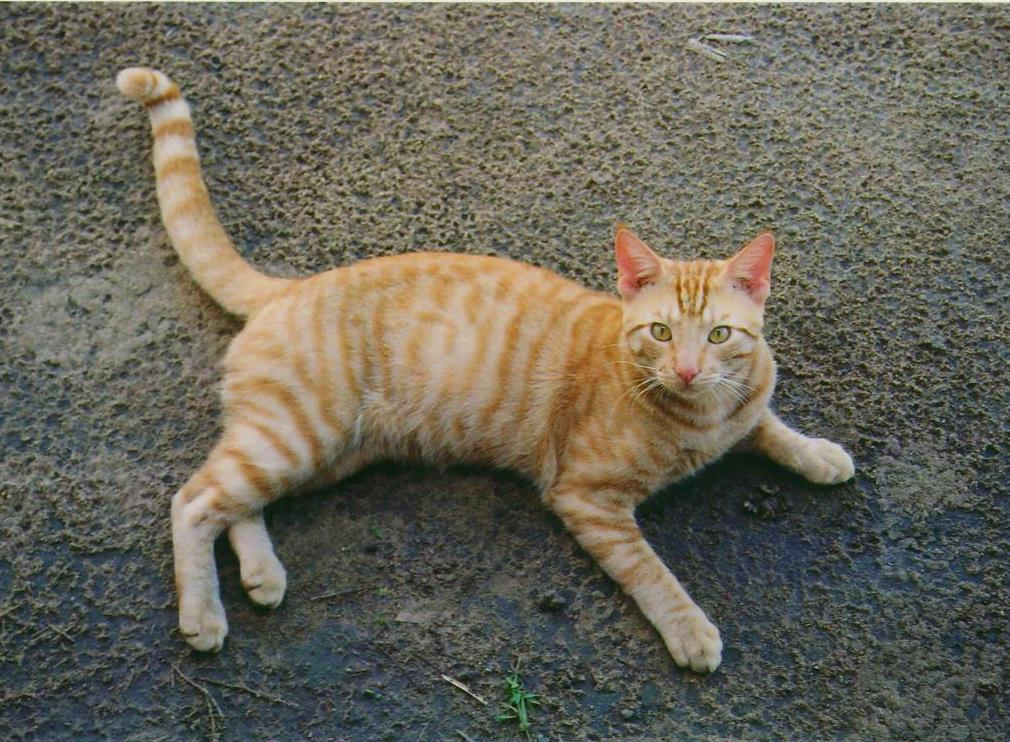
Un chat de gouttière « mackerel tabby ».
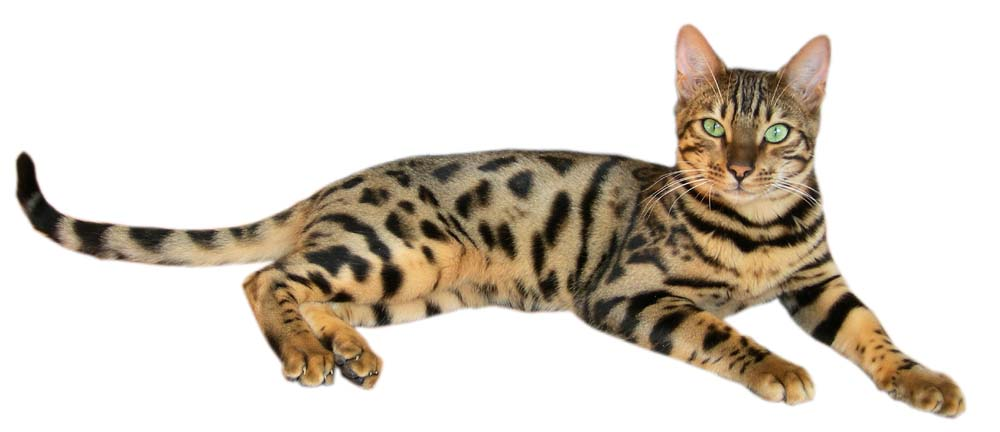
Un Bengal « spotted tabby ».
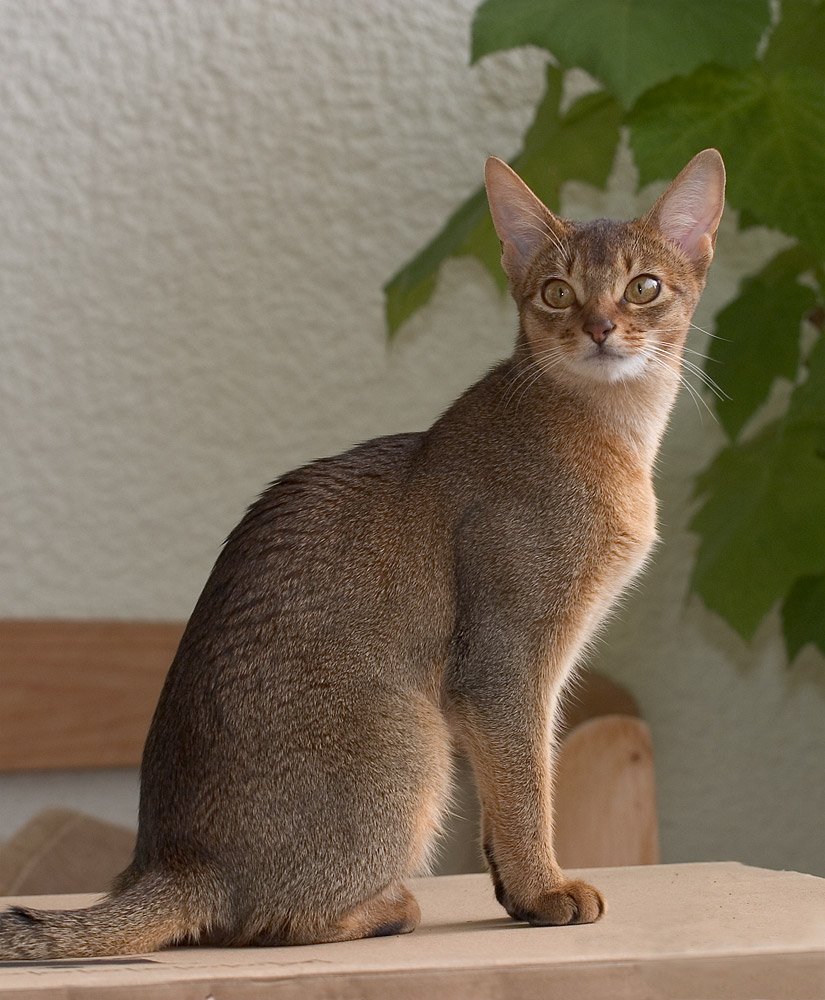
Un Abyssin « ticked tabby ».

#### Colourpoint
Une robe colourpoint (ou colorpoint (US)) désigne un type de pelage qui porte des couleurs sombres confinées en certaines régions du corps : le masque du visage, les oreilles, la queue et les extrémités des pattes. Tous les chatons colourpoint naissent blancs et auront les yeux bleus.
Il existe plusieurs types de colourpoint selon la couleur des extrémités :
- un seal point aura des extrémités brunes ;
- un blue point aura des extrémités bleues ;
- un tabby point aura des extrémités rayées ;
- etc.

Les robes colourpoint sont caractéristiques de certaines races, comme le Siamois. 
La même robe avec le bout des pattes blanches, dites gantées, est une robe mitted, considérée également comme « particolore ». C'est le cas du Sacré de Birmanie.

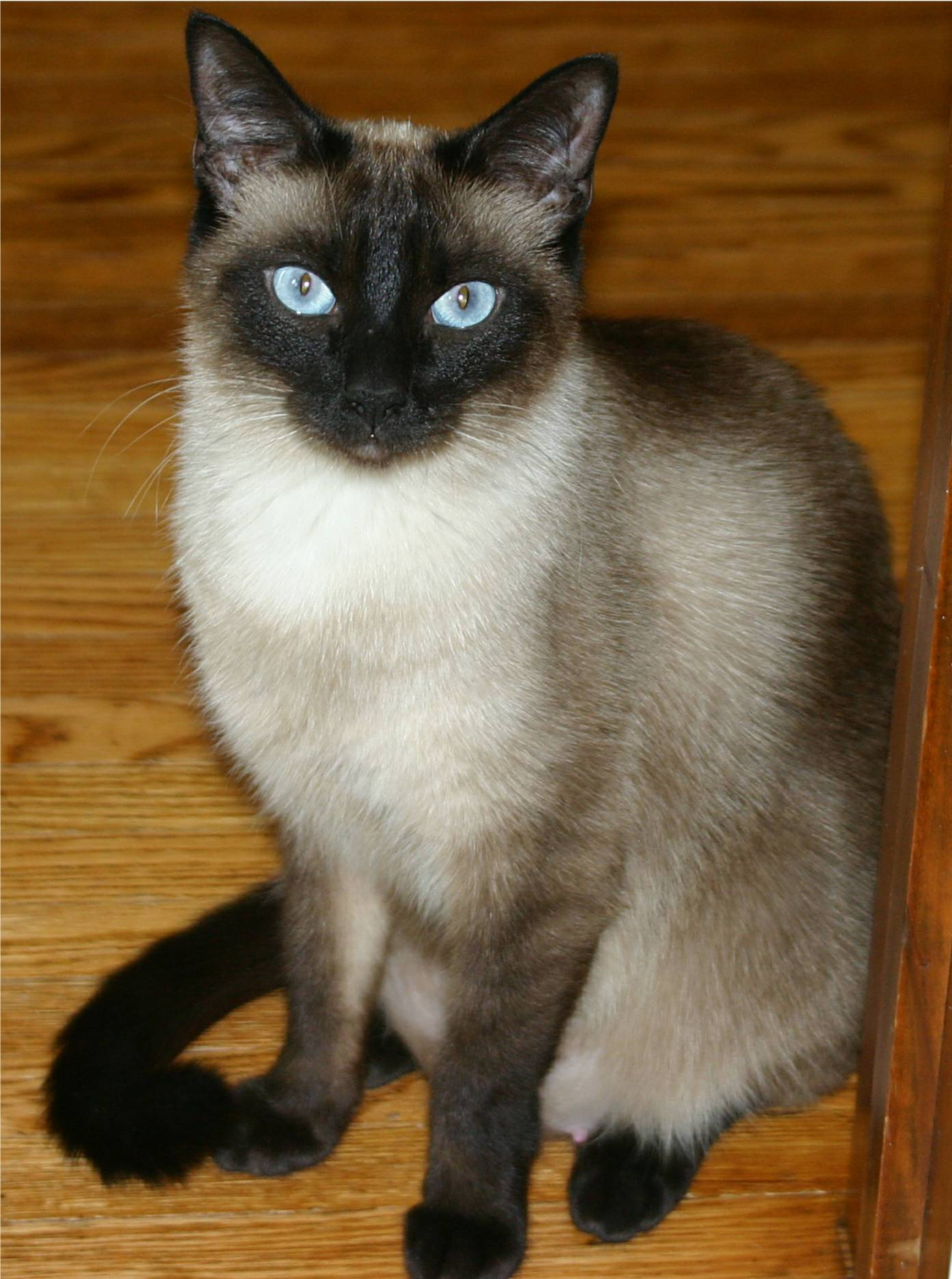
Un Thaï « seal point ».
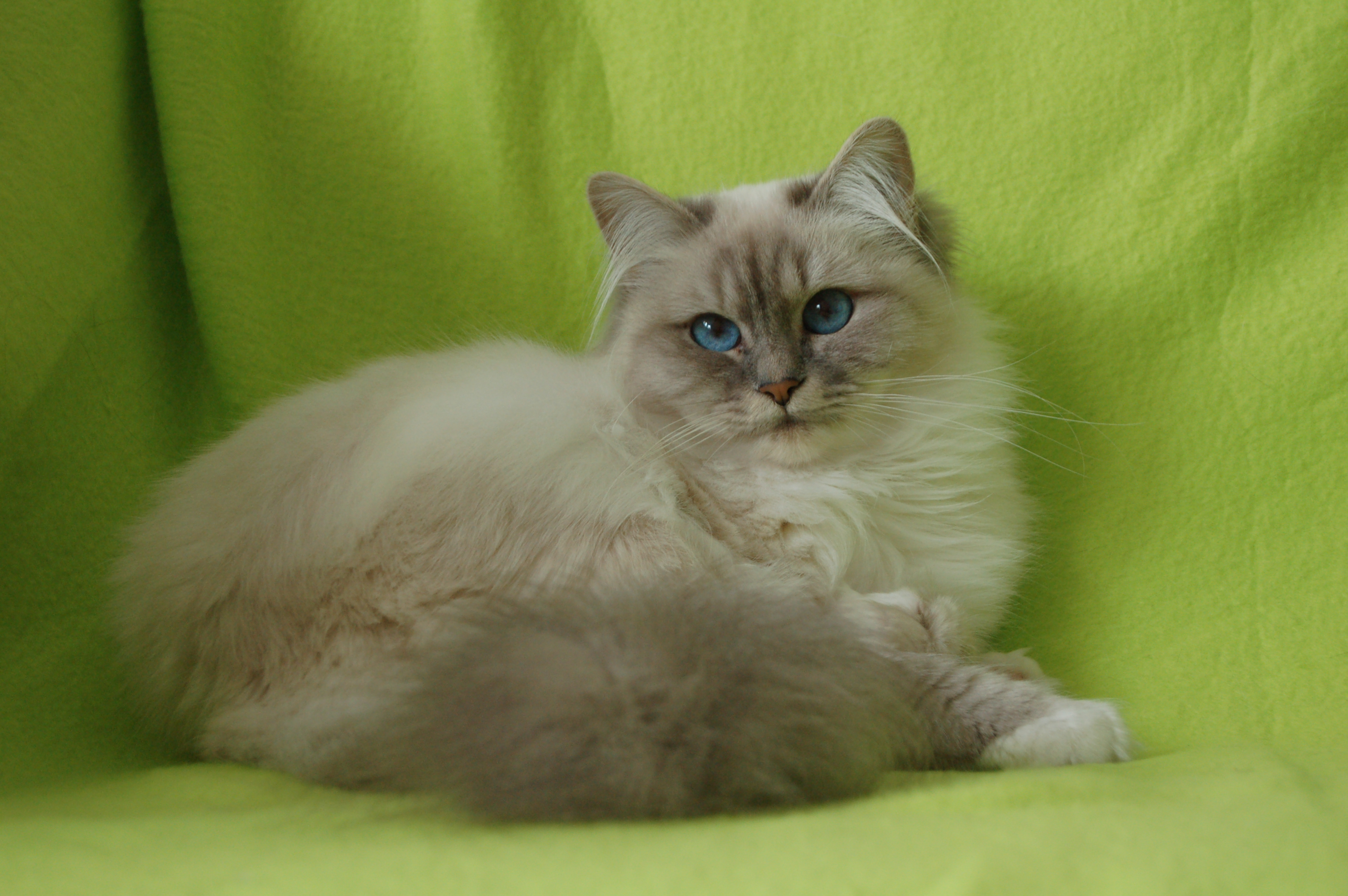
Un Sacré de Birmanie « mitted blue point ».
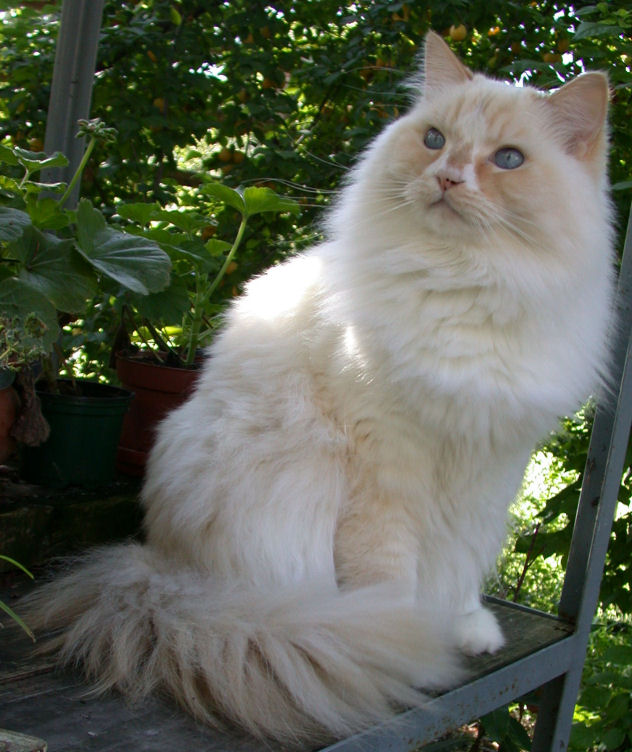
Un Ragamuffin « red point » ou « cream point ».
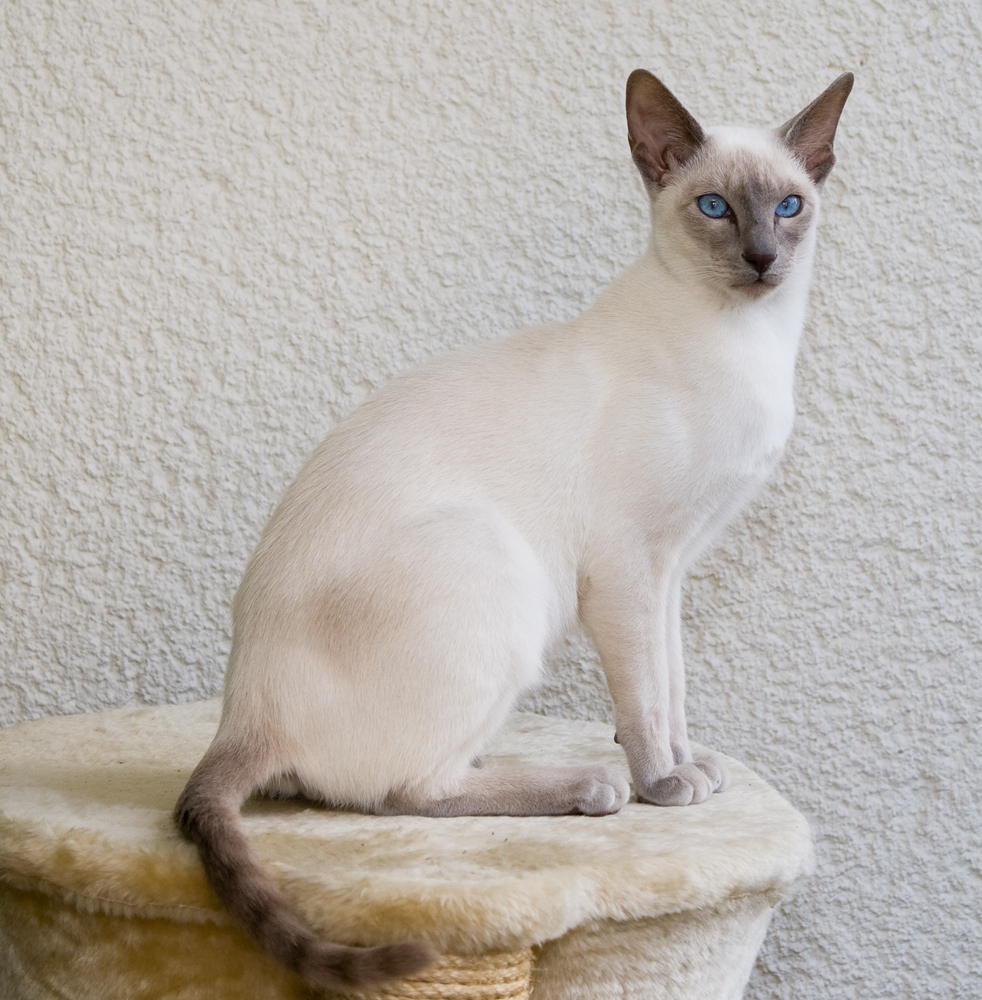
Un  Siamois « lilac point ».

#### Particolore
La robe « bicolore », dite aussi « particolore » ou « à panachure blanche », est une robe blanche associée à une autre couleur. La quantité de blanc peut aller d'un simple marquage sur les orteils dans le cas d'un gantage à quelques taches de couleurs noyées dans le blanc sur la tête et la queue dans le cas d'un bicolore van. Un vocabulaire spécifique permet de définir la répartition de la couleur sur le corps. 
Suivant la proportion du blanc, la robe s'appelle:
- van : uniquement la queue et les oreilles de couleur;
- arlequin : un peu plus de couleur;
- bicolore : moitié-moitié à grande proportion de la couleur.

Auxquels on ajoute, bien qu'il ne soit pas dû à l'action du gène S-:
- mitted: Robe « colourpoint » mais avec des « gants » blancs aux pattes[7].

L'apparition de poils blancs est codée par le gène majeur S dont on reconnaît deux allèles. L'action de ce gène se situe lors de la migration des mélanoblastes durant le développement embryonnaire du chaton. L'ensemble des motifs possibles fait probablement entrer en compte des polygènes et complexifie le travail des éleveurs qui doivent obtenir des motifs clairement définis dans les standards des races de chat admettant la robe bicolore.
La robe bicolore, populaire, est très présente dans le domaine de la bande dessinée et du dessin animé avec des représentants comme Sylvestre le chat de Titi et grosminet ou Tom de Tom et Jerry. Quelques écrivains décrivirent leur chat bicolore comme Théophile Gautier. Parmi les chats célèbres bicolores figurent entre autres Oscar, qui détecte la mort imminente des patients de Rhode Island, et Socks, le chat de Bill Clinton.

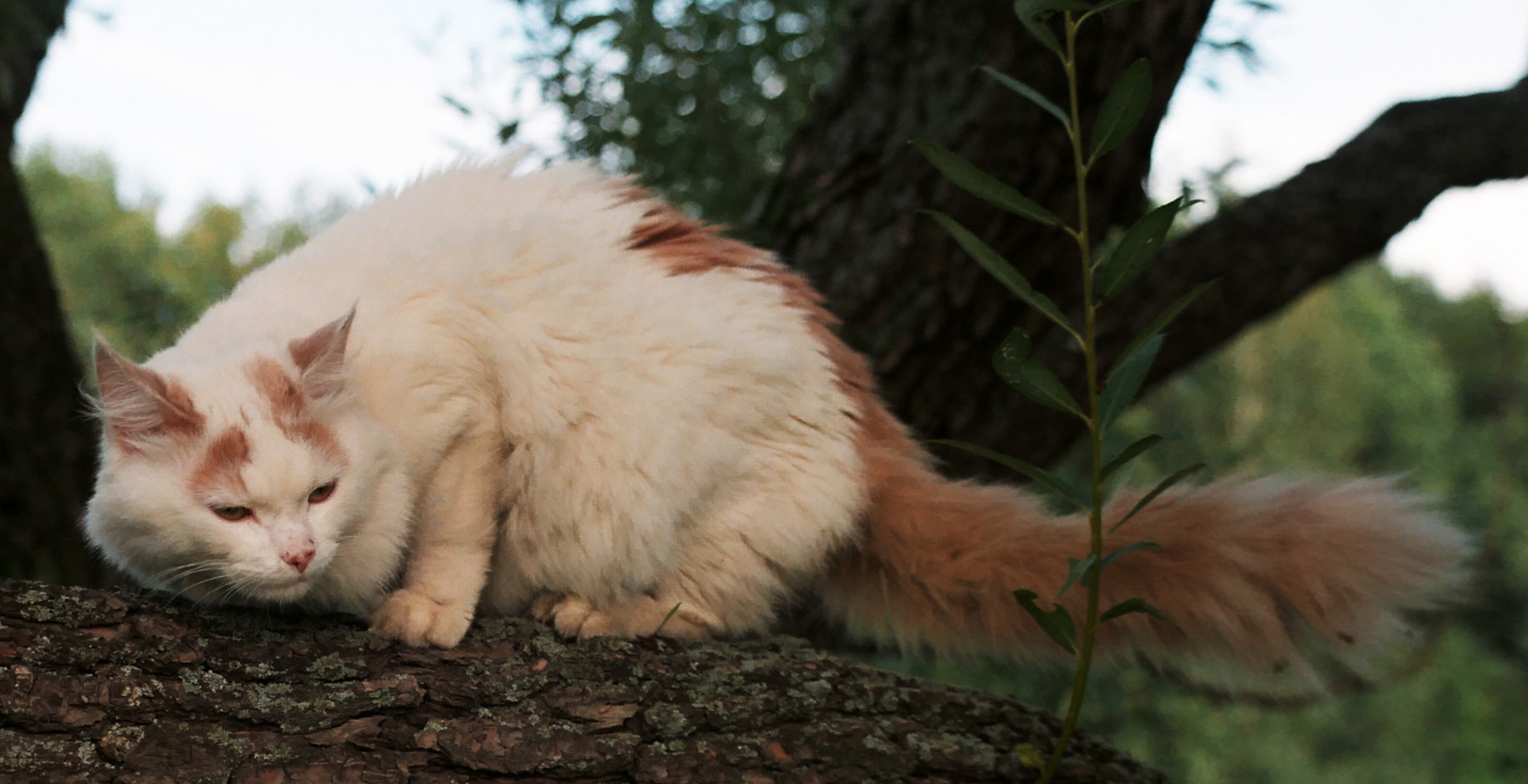
Un Turc de Van « van » rouge.
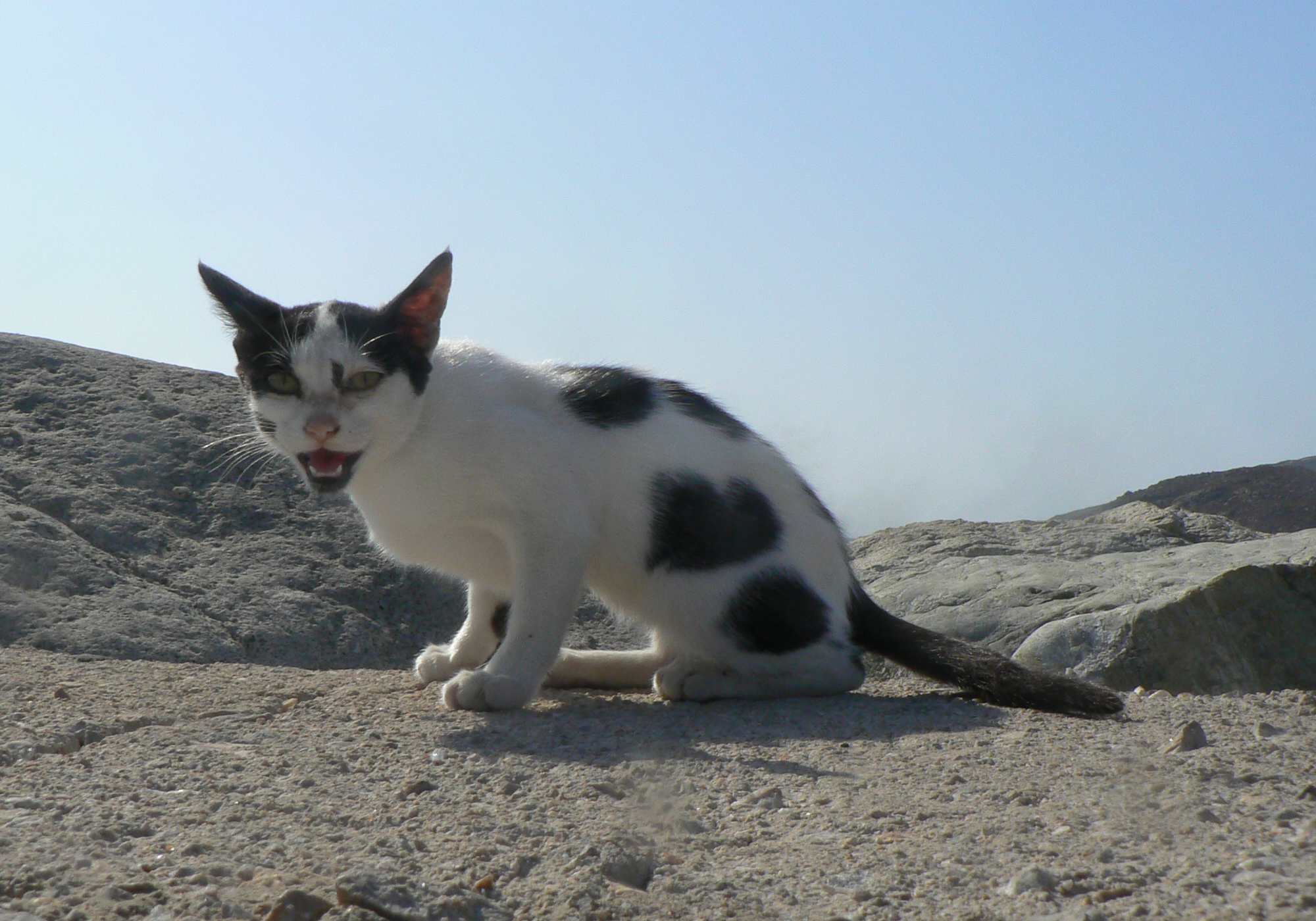
Un chat haret « arlequin ».
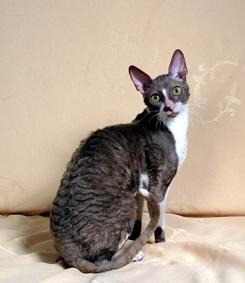
Un Cornish rex « bicolore ».
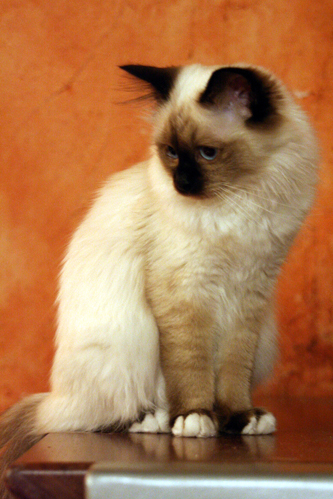
Un sacré de Birmanie « mitted ».

#### Écaille de tortue et Tricolores
Un chat Écaille de tortue, ou tortie (abréviation de l'anglais Tortoiseshell), est un animal dont la robe contient à la fois du rouge (ou sa forme diluée) et du noir (ou sa forme diluée, le « bleu »). Les deux couleurs peuvent être distinctes ou étroitement entremêlées. 
Lorsque la robe comporte des taches blanches, il s'agit d'un chat Écaille et blanc. Si les couleurs blanc, noir et rouge se présentent sous forme de taches, il s'agit d'un chat tricolore ou calico. Au Japon, où ces chats sont réputés porter bonheur, ils sont appelés « mi-ke » ce qui signifie « triple fourrure ».
Un chat torbie est caractérisé par une robe écaille de tortue (ou calico) dont l'une des couleurs est tabby.
En théorie, les écailles de tortue et les tricolores sont obligatoirement des femelles. En effet, cette pigmentation très spéciale résulte de l'inactivation aléatoire d'un des deux chromosomes X dans les cellules de l'embryon, quelques jours après la fécondation. Or, les chromosomes X portent des informations conditionnant la coloration. Chaque lignée cellulaire formera une tache différente selon le chromosome X qui a été inactivé. Le chromosome X inactivé peut être visualisé au microscope, il forme dès lors au niveau du noyau cellulaire le corpuscule de Barr.
Un mâle tricolore ou écaille de tortue est doté de trois chromosomes sexuels (XXY) et est donc atteint de la maladie de Klinefelter. Il est généralement stérile.

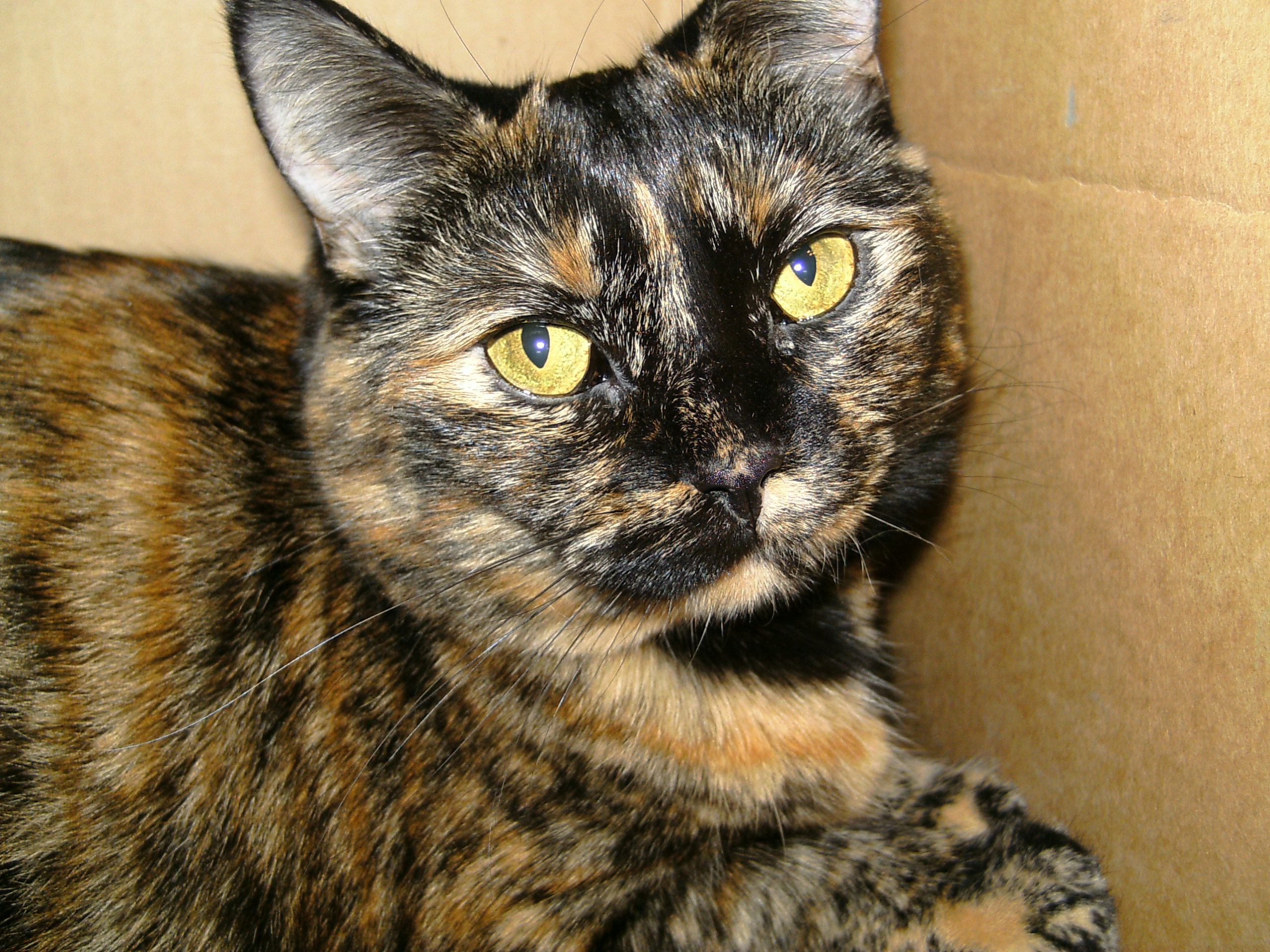
Chatte « écaille de tortue ».
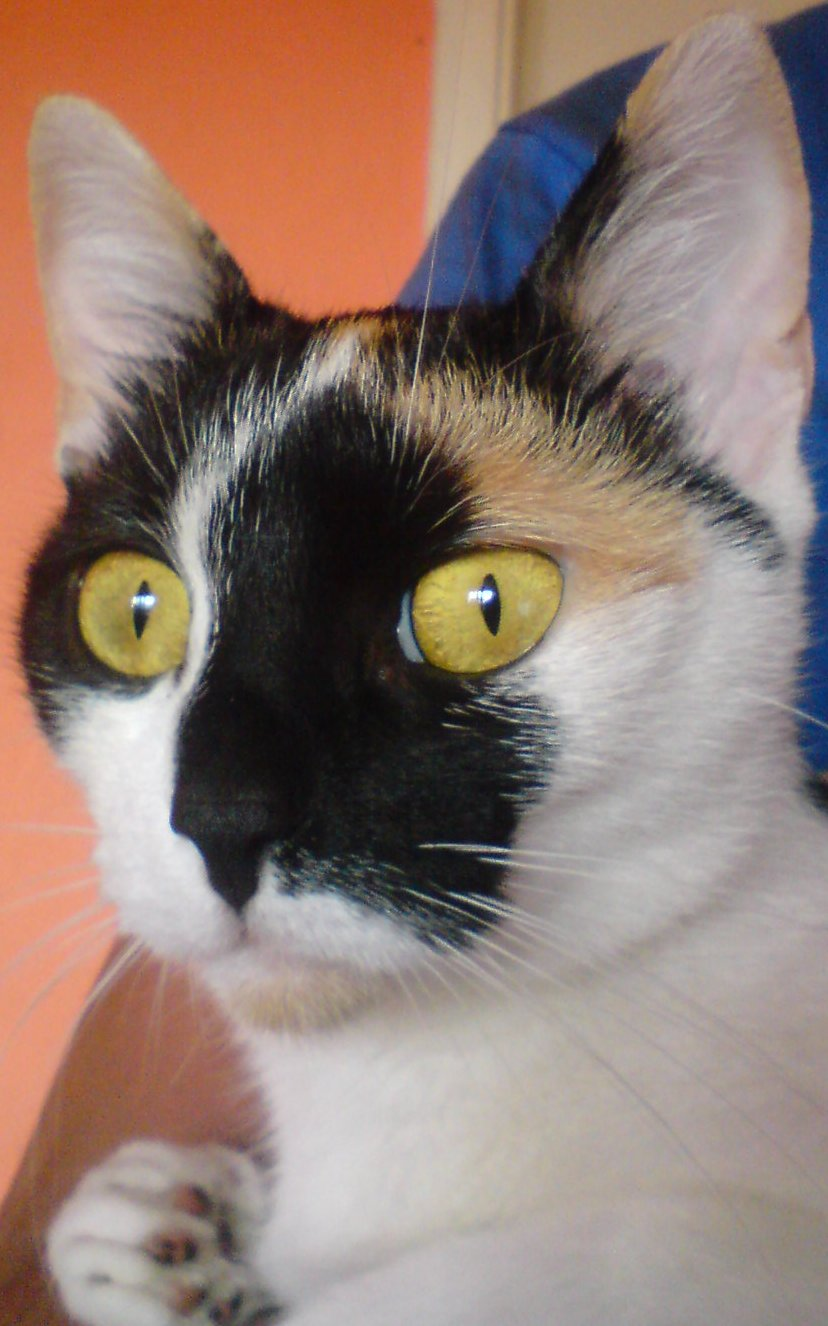
Chatte « calico ».
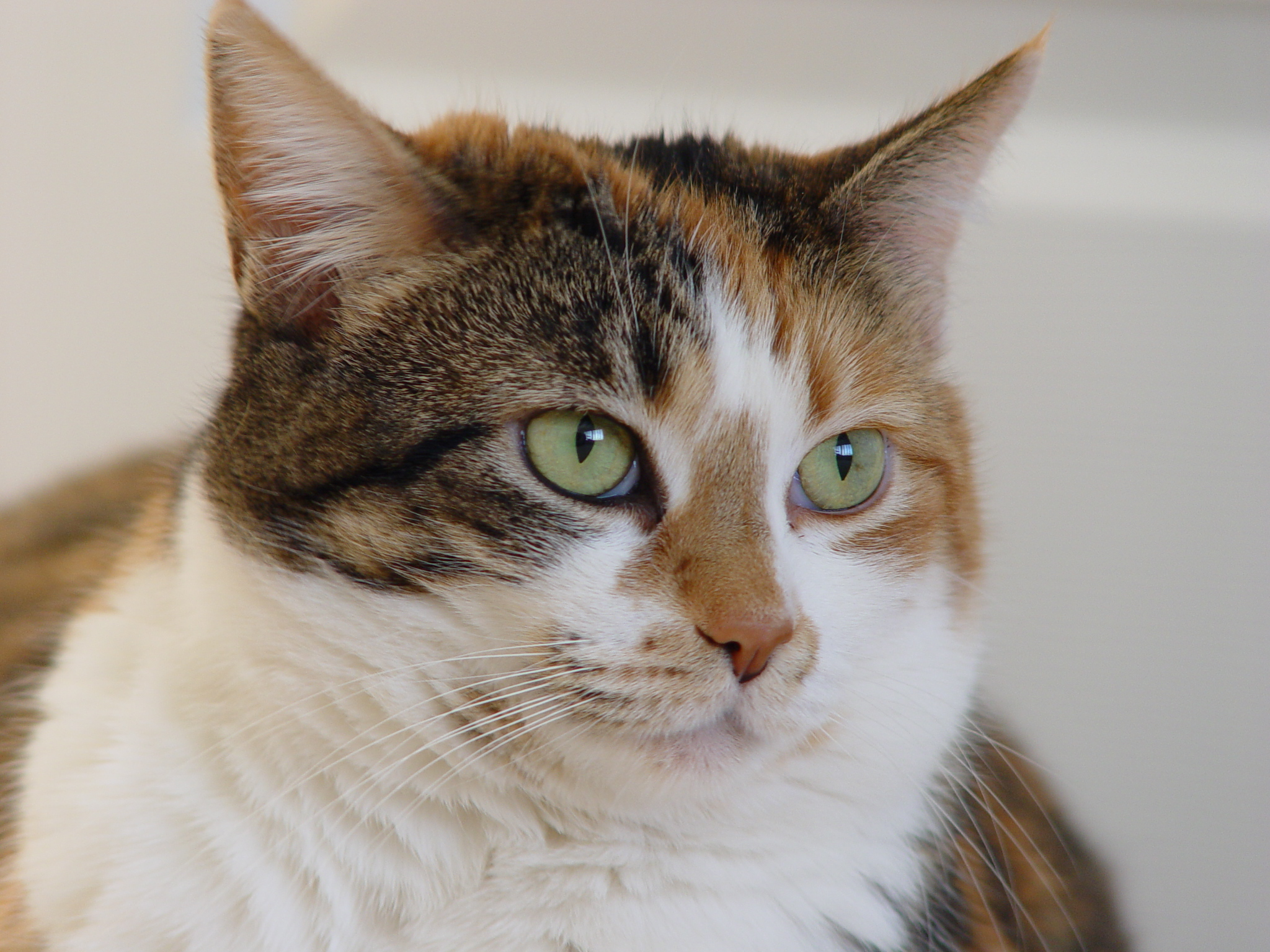
Chatte « torbie » (Calico + tabby).

#### Mink et sépia
Ces deux patrons sont entre le solide et le colourpoint mais ils sont toutefois considérés à part.
- Mink : le plus proche du colourpoint. Les extrémités sont foncées comme chez les colourpoint mais le corps légèrement coloré. Les yeux sont de couleur aigue-marine, et peuvent toutefois aller du jaune au presque bleu. C'est la robe typique du Tonkinois.

- Sépia : le plus proche du solide. Il comporte aussi des extrémités foncées mais avec une coloration du corps soutenue ce qui fait peu de différence entre le corps et les extrémités. C'est le patron typique du Burmese.

Ici aussi, comme chez les colourpoint, les chatons naissent clairs, voire blancs avant de foncer et d'afficher leur robe définitive.

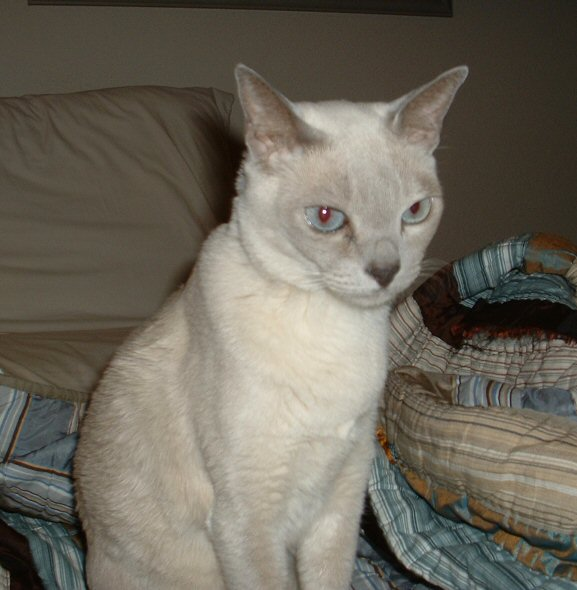
Tonkinois mink.
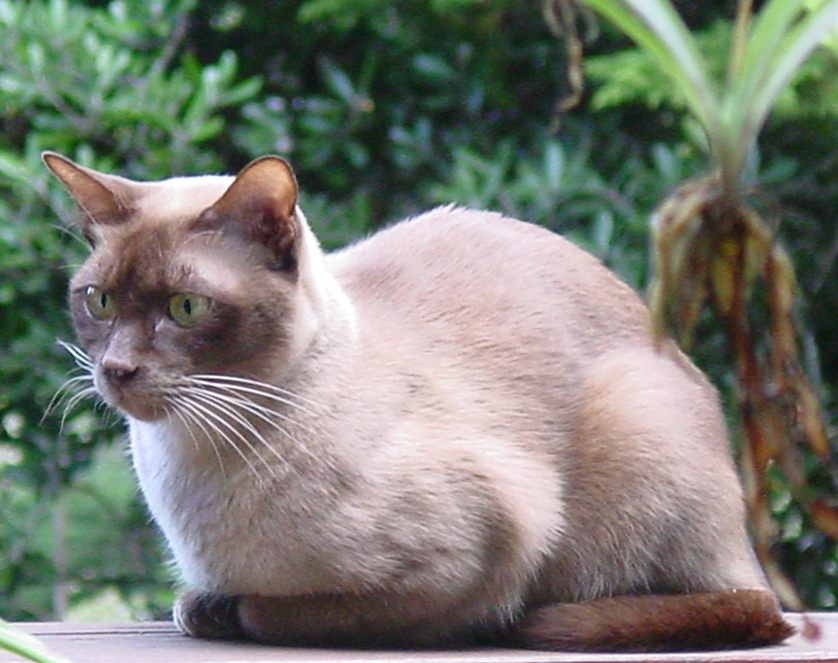
Burmese sépia.

### Effets

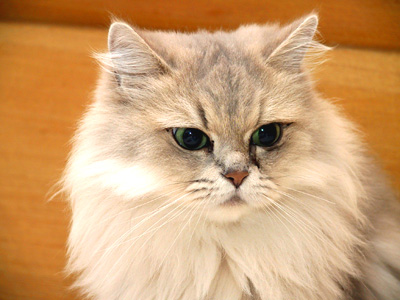
Un chat « chinchilla ».

Les effets désignent une teinte aux reflets changeants due à la variation de clair et de foncé sur la longueur du poil. 
Ces effets portent des noms différents selon le ratio clair/foncé sur le poil :
- tipped : la plus grande partie du poil est claire avec une fine bande de couleur foncée à l'extrémité.
  - Chinchilla : ce type de pelage rappelle la fourrure du Chinchilla, seul un huitième de la longueur du poil est de couleur foncée, ce qui donne un aspect perlé à la fourrure.
  - shaded : la moitié du poil est foncée
- smoke ou encore fumé : 50 à 80 % de la longueur du poil est foncée

La variation cameo désigne un effet dans les tons de rouge. La base du poil est plus claire tandis que l'extrémité est rousse.

### Pelage
Enfin, la fourrure peut être courte, mi-longue ou longue. Certaines races ont même des poils courts frisés (Devon Rex), d’autres donnent l'impression de n'avoir pas de poils du tout (sphynx).

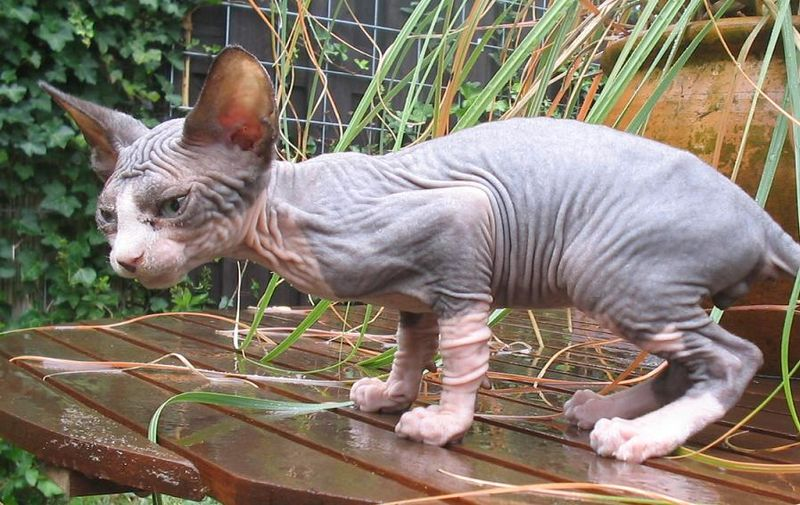
Chat « nu ».
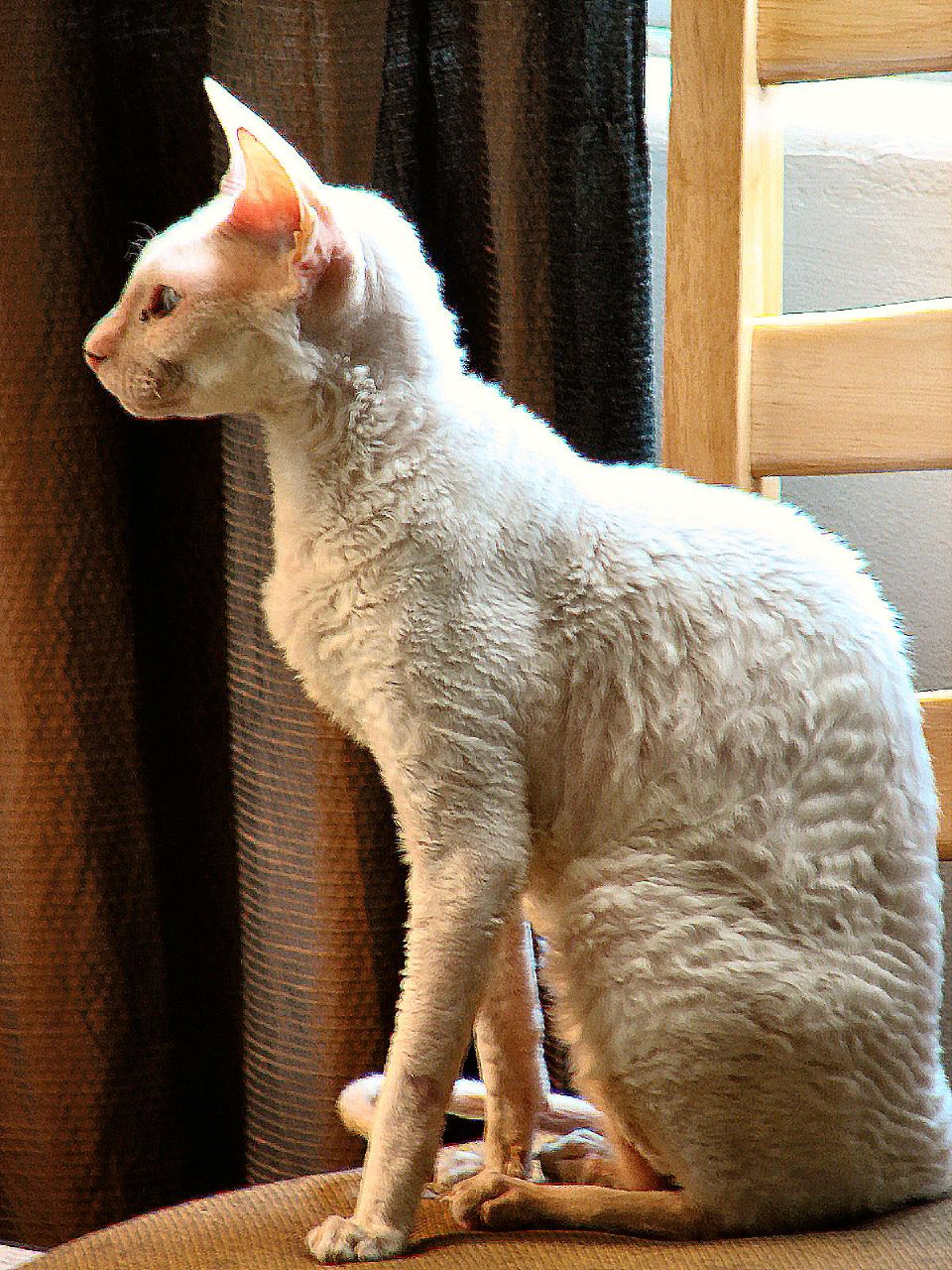
Pelage court et frisé.
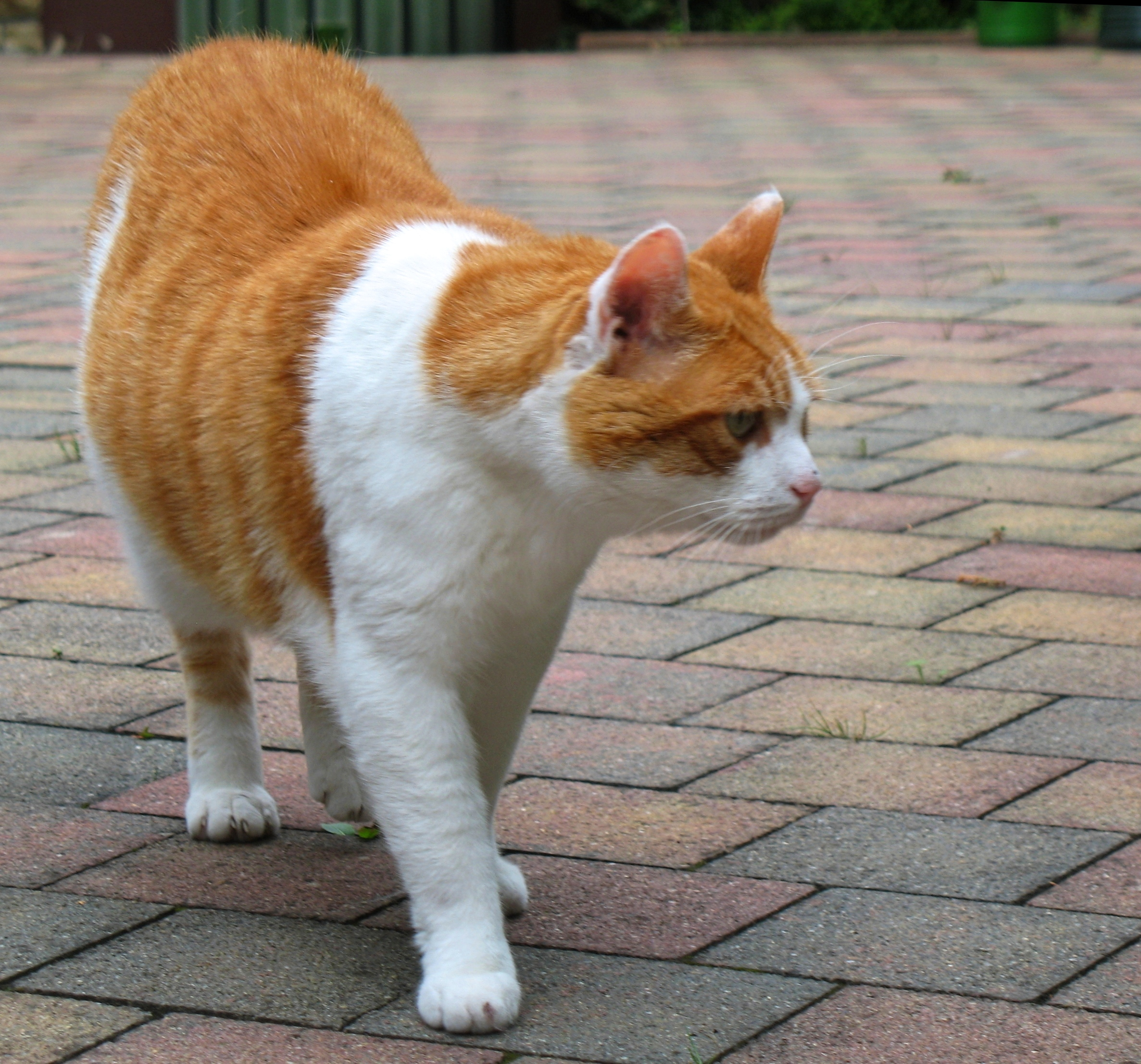
Pelage court.
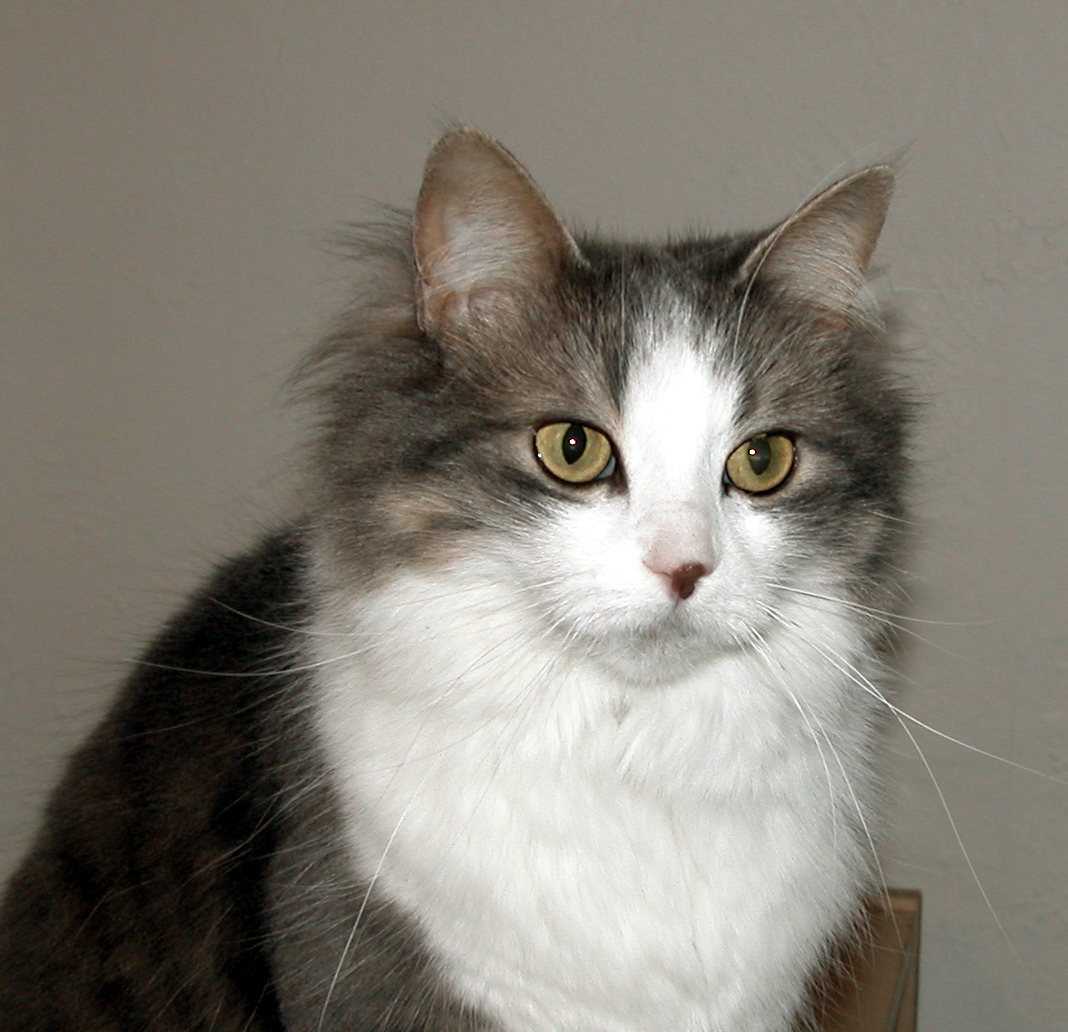
Pelage mi-long.
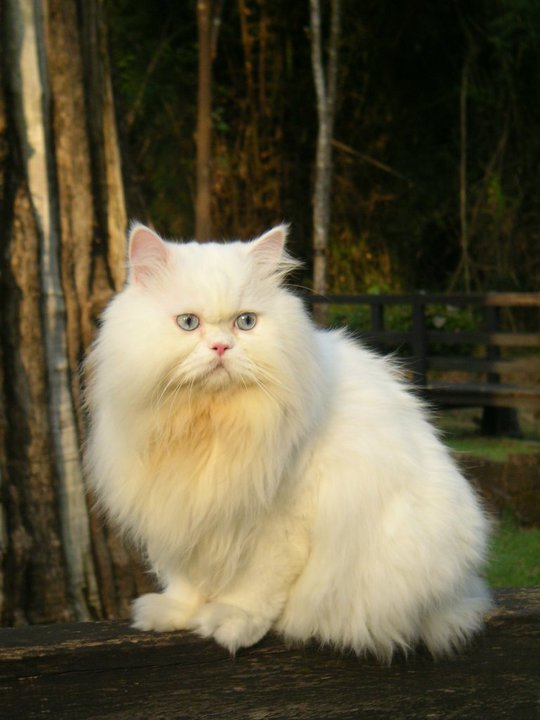
Pelage long.

### Cas du clonage
L'expérience montre qu'un chat cloné possède le même type de pelage que son chat d'origine, mais non son pelage à l'identique. En d'autres termes, le clone d'un chat noir et blanc n'aura pas nécessairement ses taches aux mêmes endroits, cette information de position n'étant pas portée par l'ADN du noyau (pas plus que c'est écrit chez l'être humain pour les empreintes digitales). Quelques maîtres ayant fait cloner leur chat favori se sont montrés pour cette raison déçus par l'opération.